# Regno di Polonia (1385-1569)
Il Regno di Polonia degli Jagelloni fu la denominazione dello stato polacco negli anni tra la celebrazione del matrimonio di Jogaila nel 1386 e l'Unione di Lublino del 1569.
La dinastia fu fondata dal granduca lituano Jogaila (noto dopo la sua incoronazione in Polonia come Ladislao II Jagellone), il cui matrimonio con la regina Edvige di Polonia diede luogo all'unione polacco-lituana. La collaborazione portò vasti territori controllati dal Granducato di Lituania nella sfera di influenza della Polonia e si rivelò vantaggiosa sia per il popolo polacco che per quello lituano, che coesistettero e cooperarono in una delle più grandi entità politiche dell'Europa orientale e non solo per i prossimi quattro secoli a venire.
Nella regione del mar Baltico, la Polonia stava affrontando ancora un periodo travagliato dal punto di vista diplomatico con lo Stato monastico dei Cavalieri Teutonici: le lotte culminarono con uno scontro su vasta scala, la battaglia di Grunwald (1410), un altro avvenimento fondamentale coincise con la firma della pace di Toruń del 1466 sotto il re Casimiro IV Jagellone; il trattato gettò le basi per la costituzione del futuro ducato di Prussia. Nel sud, la Polonia affrontò in più occasioni l'Impero ottomano e i tatari di Crimea, e nell'est assistette la Lituania a combattere la Moscovia, un'altra crescente potenza in tale regione geografica. Grazie all'espansione territoriale della Polonia e della Lituania, si riuscì ad accorpare anche sotto lo stesso stendardo la parte meridionale della Livonia (odierna Lettonia).
Nel periodo jagelloniano, il Regno si sviluppò come uno stato feudale improntato prevalentemente sull'economia legata all'agricoltura, tanto che i latifondisti assunsero un ruolo sempre più dominante. L'atto Nihil novi adottato dal sejm (parlamento) polacco nel 1505 trasferì la maggior parte del potere legislativo ai membri dell'organo stesso a scapito del monarca: questo evento segnò l'inizio di una fase storica chiamata "Libertà dorata", detta anche della "democrazia nobiliare".
Gli effetti della Riforma protestante si fecero sentire in maniera intensa nella Polonia cristiana e culminarono con politiche di tolleranza religiosa uniche nell'Europa di quel tempo. Il Rinascimento europeo promosso da Sigismondo I il Vecchio in età avanzata e dal suo successore Sigismondo II Augusto condusse a un'estrema fioritura in ambito culturale.

## Storia

### L'ascesa degli Jagelloni

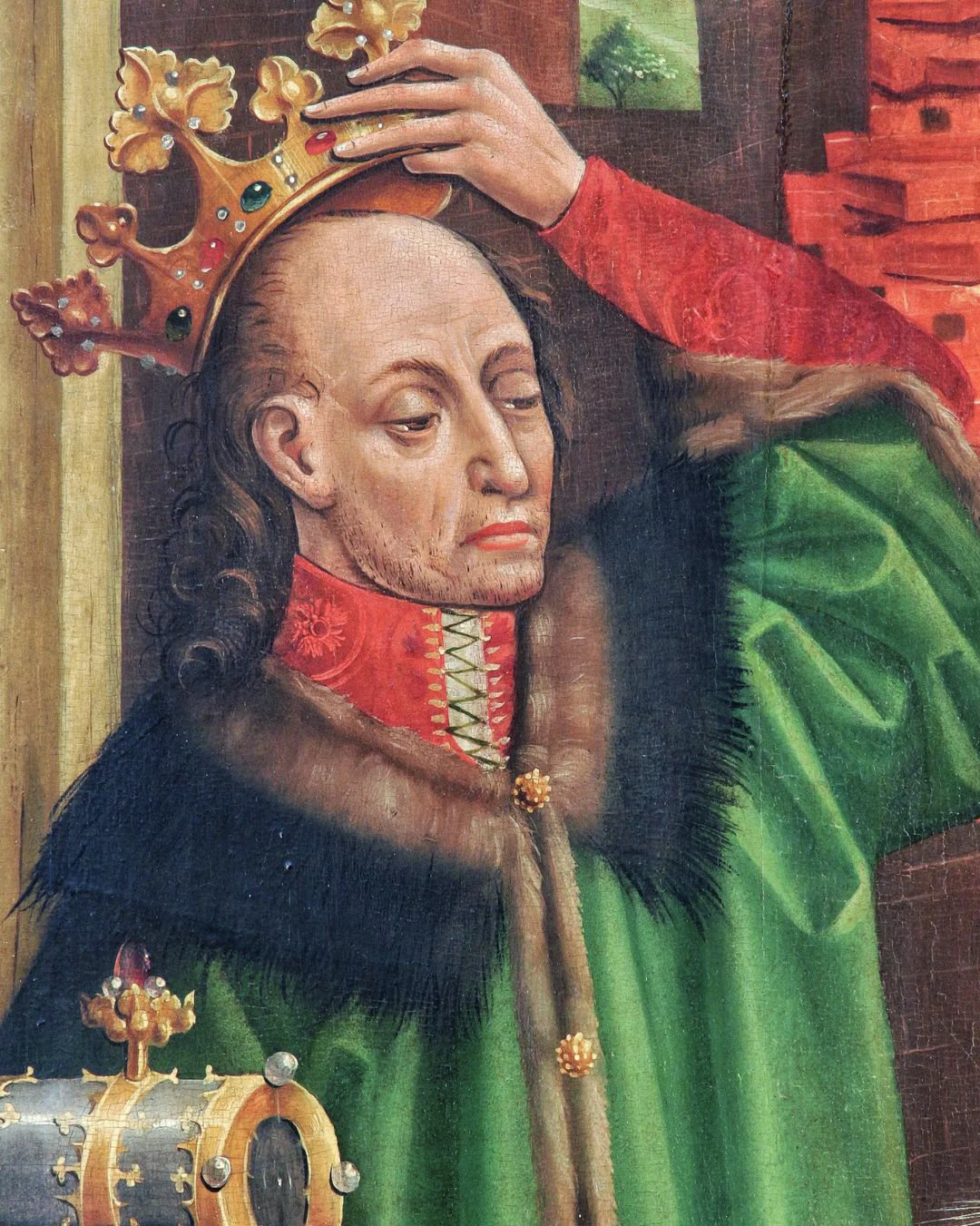
Ladislao II Jagellone, capostipite della dinastia

Nel 1385, fu suggellata l'Unione di Krewo tra la regina Edvige di Polonia e Jogaila, al tempo granduca di Lituania, il sovrano dell'ultimo stato rimasto ancora fedele a riti pagani in Europa. L'atto vincolava Jogaila al battesimo e al matrimonio della coppia, da cui scaturì l'inizio della collaborazione tra polacchi e lituani. Dopo aver ricevuto il sacramento, Jogaila divenne noto in Polonia da allora con il suo nome di battesimo Ladislao (Władysław) e con la versione polacca del suo nome lituano, Jagellone (Jagiełło). L'unione rafforzò entrambe le nazioni nella loro lotta comune con l'ordine teutonico e alla crescente minaccia costituita dal Granducato di Mosca.
Vaste distese di terre della Rus', compreso il bacino del fiume Dnepr e i territori che si estendono a sud fino al mar Nero, erano a quel tempo sotto il controllo lituano: per ottenere il controllo di questi estesi possedimenti, lituani e ruteni avevano preso la parte alla battaglia delle Acque Blu nel 1362 o 1363 contro gli invasori mongoli e avevano approfittato del vuoto di potere a sud e ad est causato dalla distruzione innescata dagli asiatici nella Rus' di Kiev. La componente etnica del Granducato così come estesosi nella seconda metà del XIV secolo annoverava una più numerosa comunità rutena e di fede ortodossa. L'espansione territoriale portò ad un confronto tra la Lituania e la Moscovia, oltre che a un costante flusso di scambi commerciali e di conflitti con il Khanato dell'Orda d'Oro. Componendo un mosaico del tutto unico nel continente europeo, l'unione collegava due stati geograficamente situati sui lati opposti della grande divisione di civiltà tra il mondo cristiano occidentale o latino e il mondo cristiano orientale o bizantino.
L'intenzione dell'avvicinamento tra Vilnius e Cracovia era quella di creare uno stato comune amministrato da Ladislao II Jagellone, ma l'oligarchia della szlachta (la nobiltà polacca) comprese che l'obiettivo prima propostosi di incorporare la Lituania alla Polonia appariva irrealistico. Le controversie territoriali portarono alla guerra tra Polonia e Lituania o fazioni lituane; i baltici a volte trovarono persino opportuno cospirare con Marienburg, capitale dello Stato monastico, contro i polacchi. Le conseguenze geografiche dell'unione dinastica e le preferenze dei re Jagelloni ingenerarono invece un processo di orientamento delle priorità territoriali polacche ad est.
Il processo di cristianizzazione della Lituania fu poi avviato proprio a seguito del battesimo del sovrano, anche se non si esaurì in tempi rapidi: la rivalità di Jogaila in Lituania con suo cugino Vitoldo, il quale si opponeva alla dominazione lituana da parte della Polonia, fu risolta nel 1392 con il trattato di Astrava e nel 1401 con l'unione di Vilnius e Radom. Da allora, Vitoldo acquisì il titolo di granduca di Lituania a vita sotto la supremazia nominale di Jogaila. L'accordo rese possibile una più intensa collaborazione tra le due nazioni, necessaria per prevalere nelle lotte con l'ordine teutonico. L'unione di Horodło del 1413 definì ulteriormente il rapporto e concesse privilegi al clero cattolico, anziché concedere privilegi alla nobiltà rutena fedele alla religione ortodossa.
Tra il 1386 e il 1572, l'unione polacco-lituana fu amministrata da una serie di monarchi della dinastia degli Jagelloni: l'influenza politica dei re diminuì gradualmente durante tale parentesi storica, mentre i latifondisti assunsero un ruolo sempre crescente nel governo centrale e negli affari nazionali. La dinastia reale, tuttavia, ebbe un effetto stabilizzante sulla politica della Polonia. L'era degli Jagelloni viene spesso indicata come un periodo di grande democrazia politica, massima prosperità e, nella sua fase finale, un'epoca d'oro per la cultura polacca.

### Crescita sociale ed economica

La Polonia e la Lituania tra il 1386 e il 1434

Il sistema della rendita feudale prevalente nel XIII e XIV secolo, in base al quale ogni signore aveva diritti e doveri ben definiti, entrò in crisi intorno al XV secolo, quando la nobiltà rafforzò il controllo sulla produzione, il commercio e altre attività economiche. In tale maniera, si gettarono le fondamenta per dare vita a una particolare forma di possesso, il cosiddetto folwark (una sorta di latifondo), in cui un numero crescente di contadini si trovò costretto a fornire manodopera al signore di turno, che poteva acquisire, in virtù della sua cospicua capacità economica, ulteriori terreni, fornendo in cambio di vitto e alloggio; questo meccanismo limitò i diritti delle città e costrinse la maggior parte dei contadini ad un vero e proprio rapporto di servitù (si pensi ancora, a titolo di esempio, al fondo diviso in epoca alto medievale in pars massaricia e pars dominica, dove quest'ultima, in maniera simile al folwark, fungeva da riserva privata del signore ed era coltivata dai servi, mentre la prima, costituita da mansi, veniva affidata alla famiglia contadina). Gli abusi reiterati derivanti da simili pratiche vennero sempre più sanzionati da provvedimenti legislativi: è il caso del privilegio di Piotrków del 1496, concesso dal re Giovanni I Alberto, vietava l'acquisto di terreni rurali da parte dei cittadini e limitava fortemente la capacità dei contadini di abbandonare i propri villaggi di appartenenza per fornire manodopera altrove. Le città polacche, prive di rappresentanza nazionale che proteggesse i loro interessi di classe, conservarono un certo grado di autogoverno (consigli comunali e tribunali con giuria), e i mestieranti furono capaci di organizzarsi nelle gilde. La szlachta si svincolò presto dal pospolite ruszenie, ossia l'obbligo di fornire il servizio militare in caso di guerra: nella prassi, gli aristocratici delle varie regioni geografiche finirono per reclutare cavalieri nelle proprie armate personali. La divisione della nobiltà in due fasce principali fu istituzionalizzata, ma mai legalmente formalizzata, nella "costituzione" Nihil novi del 1505, la quale richiedeva al re di consultare il sejm generale, cioè il senato, così come la camera di secondo livello dei deputati (a livello regionale), il cosiddetto sejm proprio, prima di emanare eventuali provvedimenti. I nobili ordinari della szlachta continuarono a cercare di competere con gli esponenti aristocratici della fascia più alta, quella dei magnati, per tutta la durata dell'esistenza indipendente della Polonia.

### Le relazioni tra la Polonia e le potenze confinanti nel XV secolo

#### Gli scontri con i cavalieri teutonici

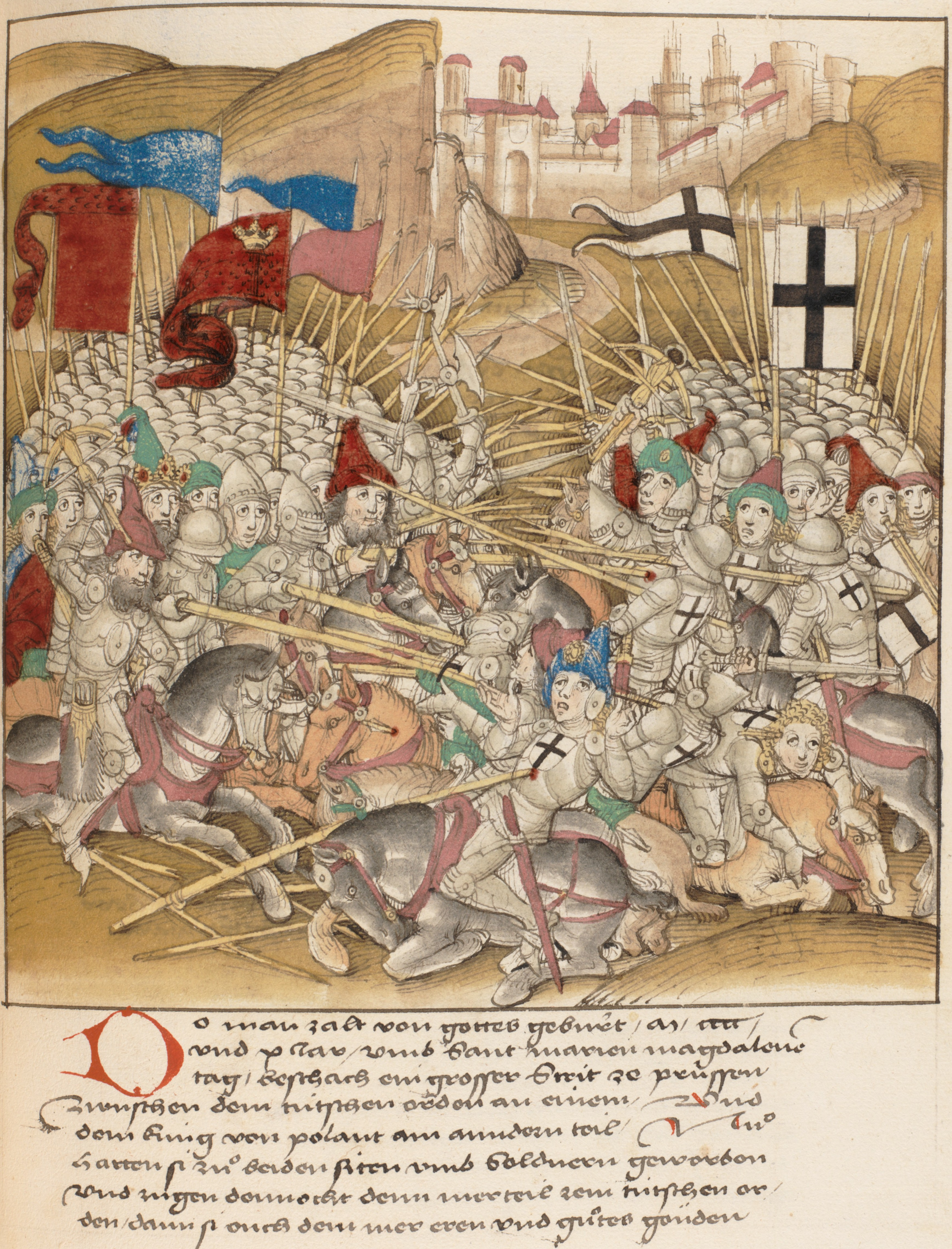
La battaglia di Grunwald (riportata in fonti tedesche come battaglia di Tannenberg e in fonti lituane come battaglia di Žalgiris)

La guerra polacco-lituano-teutonica del 1409-1411, innescata anche per via dalle rivolte della Samogizia avvenute nei territori lituani controllati dallo Stato monastico dei Cavalieri Teutonici, culminò nella battaglia di Grunwald (anche detta di Tannenberg o di Žalgiris), in cui le forze combinate polacco-ruteno-lituane annientarono l'ordine teutonico. L'offensiva che seguì perse tuttavia il suo impatto con l'inefficace assedio di Marienburg (1410). L'incapacità di espugnare la capitale e fortezza al fine di eliminare definitivamente lo stato teutonico (in futuro divenuto quello prussiano) sortì conseguenze storiche disastrose per la Polonia nel XVIII, XIX e XX secolo. La pace di Toruń del 1411 consegnò alla Polonia e alla Lituania nuove terre in misura piuttosto modesta, inclusa la Samogizia: l'attività diplomatica dei delegati teutonici si rivelò decisiva. In seguito, avvennero altre campagne militari e si strinsero nuovi accordi di pace, quasi mai però mantenuti, il più importante dei quali è l'arbitrato infruttuoso tenutosi presso il Concilio di Costanza. Nel 1415, Paulus Vladimiri, rettore dell'Accademia di Cracovia, presentò il suo Trattato sulla potenza del Papa e l'Imperatore in relazione agli infedeli al concilio, in cui sosteneva la tolleranza, criticava i metodi di conversione brutali adottati dai teutonici e postulava che i pagani avevano diritto alla convivenza pacifica con i cristiani e all'indipendenza politica. Questa fase del conflitto polacco-lituano con lo Stato monastico si chiuse con il trattato di Melno nel 1422. La guerra polacco-teutonica del 1431-1435 si concluse con l'armistizio di Brześć Kujawski nel 1435 e segnò un passaggio importante nella soluzione del secolare conflitto.

#### Il movimento hussita e l'unione polacco-ungherese

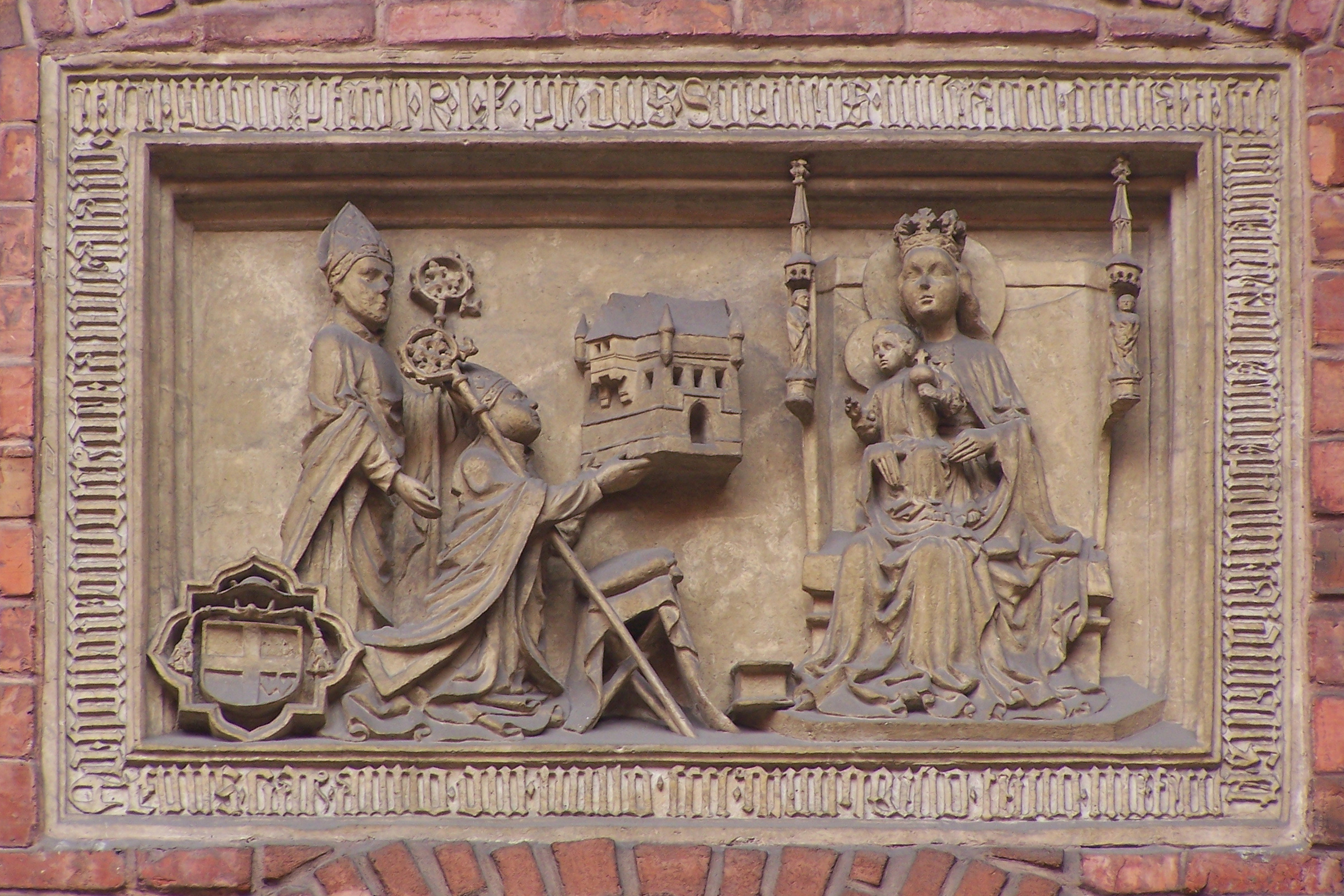
Il vescovo Zbigniew Oleśnicki con un altro uomo di chiesa in una scena della fondazione

Durante la crociata hussita del 1420-1434, Jogaila, Vitoldo e Zygmund Korybut furono coinvolti in intrighi politici e militari riguardo alla corona ceca, che fu offerta dagli hussiti a Jogaila nel 1420. Il vescovo Zbigniew Oleśnicki, influente diplomatico nella Polonia del suo tempo, divenne noto come il principale oppositore della un'unione con lo stato ceco ussita.
La dinastia degli Jagelloni non vantava il diritto ad una successione ereditaria automatica, bensì piuttosto ogni nuovo sovrano doveva ricevere l'approvazione della nobiltà. Ladislao Jagellone ebbe due figli in tarda età dalla sua ultima moglie, Sofia Alšėniškė: nel 1430, la szlachta acconsentì alla successione del futuro Ladislao III solo dopo che il re autorizzò una serie di concessioni. Nel 1434, il vecchio monarca morì e il suo figlio minore Ladislao fu incoronato, proprio mentre il consiglio reale, guidato dal vescovo Oleśnicki, assumeva i doveri di reggenza.

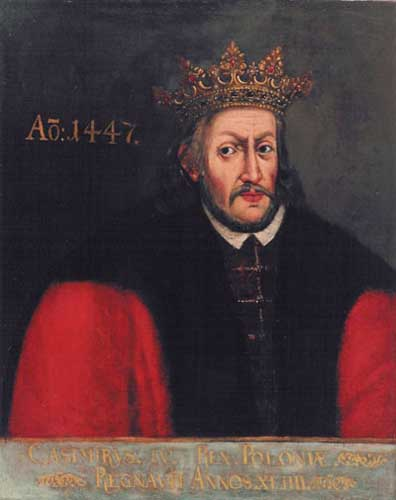
Casimiro IV Jagellone, marito di Elisabetta d'Asburgo; dei loro numerosi figli ben quattro divennero re

Nel 1438, l'opposizione ceca contraria alla Casa d'Asburgo, principalmente le frange ussite, offrì la corona ceca al figlio minore di Jogaila, Casimiro. L'idea, accettata in Polonia su obiezioni di Oleśnicki, portò a due campagne militari polacche infruttuose in Boemia.
Dopo la morte di Vitoldo nel 1430, la Lituania fu coinvolta in scaramucce interne e dissapori con la Polonia. Casimiro, inviato in giovane età dal re Ladislao in missione lì nel 1440, venne, a sua sorpresa, proclamato dai lituani come loro granduca, con il risultato che rimase a Vilnius.
Oleśnicki riprese il sopravvento nella corte e perseguì il suo obiettivo a lungo termine di suggellare un'unione tra la Polonia e l'Ungheria. A quel tempo, l'Impero ottomano intraprese un nuovo ciclo di conquiste europee e minacciò l'Ungheria, la quale necessitava dell'assistenza del potente alleato polacco-lituano. Nel 1440, Ladislao III salì sul trono ungherese e, consigliato da Giuliano Cesarini, condusse l'esercito magiaro contro gli ottomani nel 1443 e, di nuovo, nel 1444. Come Cesarini, Ladislao III perse la vita nella battaglia di Varna.

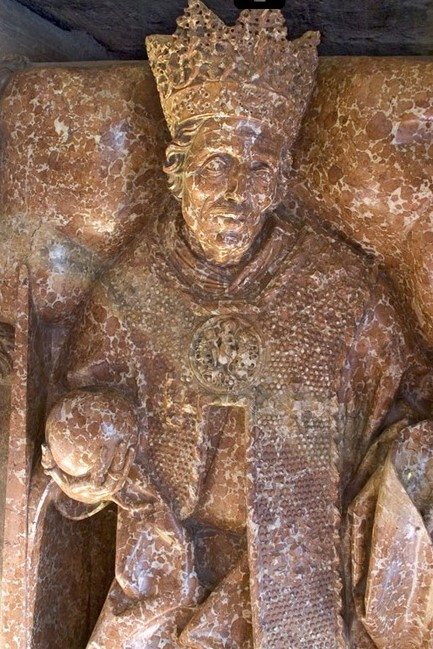
Casimiro Jagellone, scultura del sarcofago di Veit Stoss, cattedrale del Wawel

Negli ultimi anni di vita di Ladislao III Jagellone, amministrava in pratica la Polonia un'oligarchia di magnati capeggiata dal vescovo Oleśnicki: il governo dei dignitari risultava spesso contrastato da vari gruppi della szlachta, la quale finì per corrispondere a quella fetta di aristocratici di rilievo secondario. La loro guida, Spytek di Melsztyn, fu uccisa nella battaglia di Grotniki nel 1439, cosa che permise a Oleśnicki di epurare la Polonia dai restanti simpatizzanti ussiti e perseguire altri obiettivi senza sperimentare una significativa opposizione.

#### L'adesione di Casimiro IV Jagellone
Nel 1445, a Casimiro, granduca di Lituania, fu chiesto di assumere il trono polacco lasciato libero alla morte di suo fratello Ladislao. Casimiro si presentava come un soggetto con cui era difficile contrattare e, soprattutto per tale motivo, non accettò le condizioni della nobiltà polacca per la sua elezione. Questi giunse alla fine in Polonia solo nel 1447, finendo incoronato solo alle sue condizioni. La sua assunzione della corona di Polonia liberò Casimiro dal controllo che anche l'oligarchia lituana gli aveva imposto; nel privilegio di Vilnius del 1447, fu infatti sancito che la nobiltà lituana godeva degli stessi diritti della szlachta polacca. Col tempo, Casimiro riuscì a sottrarre il potere al cardinale Oleśnicki e il suo gruppo di fedelissimi, sostituendo la loro influenza con quella della nobiltà di medio livello. Casimiro fu capace di risolvere un conflitto con il pontefice e la gerarchia della Chiesa locale sul diritto di ricoprire posizioni vacanti di vescovo a suo favore.

#### La guerra con l'ordine teutonico e la sua conclusione

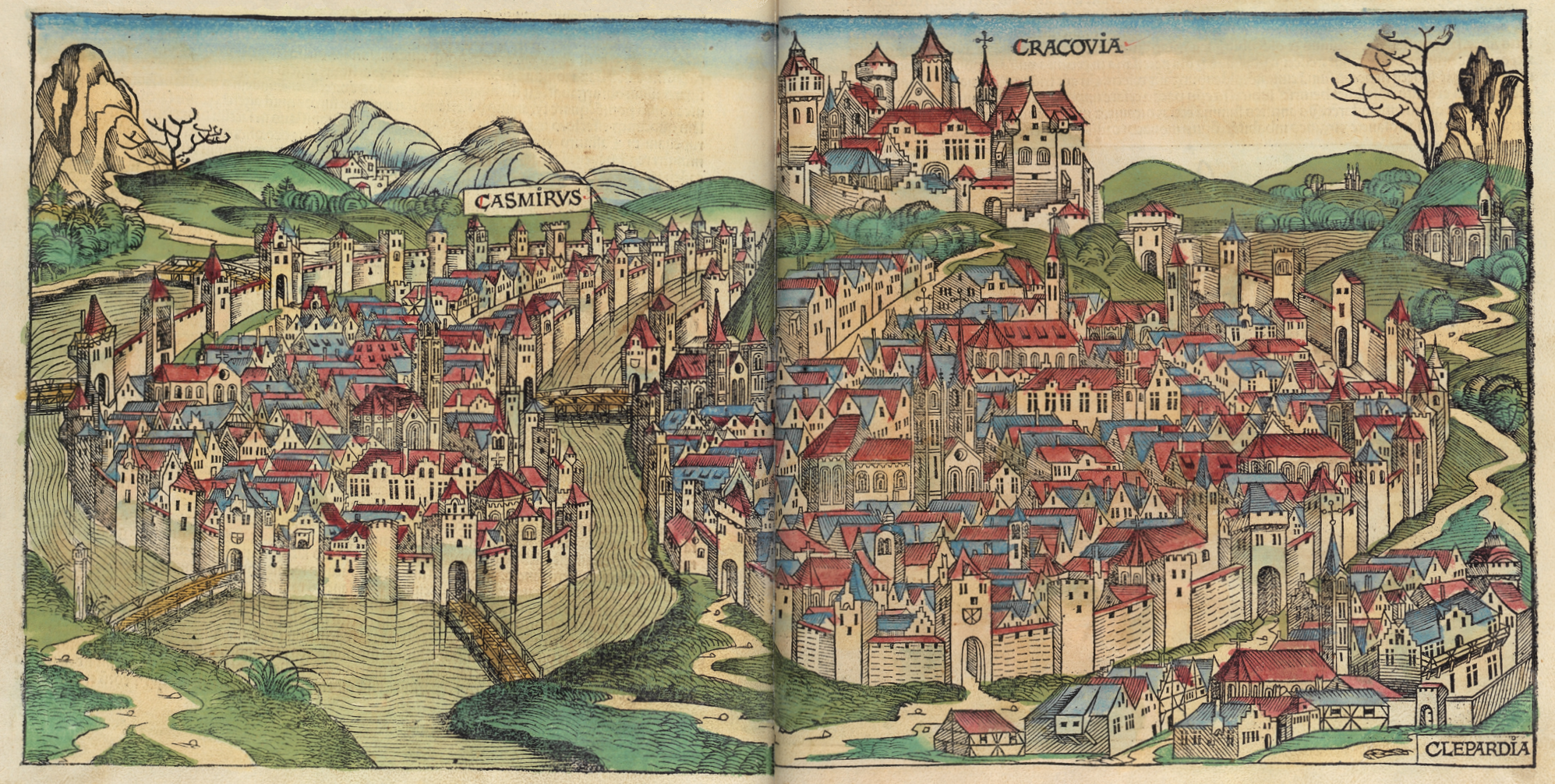
La Cracovia basso medievale

Nel 1454, la Confederazione Prussiana, un'alleanza di città prussiane e nobiltà contrarie al dominio sempre più oppressivo dei cavalieri teutonici, chiese al re Casimiro di conquistare la Prussia, fomentando settimane prima una rivolta armata contro lo Stato monastico. Casimiro dichiarò guerra a Marienburg e rivendicò l'incorporazione formale della Prussia nella corona polacca, scatenando un conflitto che sarebbe durato per tredici anni (1454-1466). La mobilitazione delle forze polacche (la pospolite ruszenie) risultò inizialmente debole, poiché la szlachta dichiarò che non avrebbe cooperato senza le concessioni di Casimiro che dovette poi formalizzare negli statuti di Nieszawa sempre nel 1454. Nonostante il conflitto non portò all'acquisizione della Prussia intera, nel secondo trattato di Toruń (1466), i cavalieri dovettero cedere la metà occidentale del loro territorio alla corona polacca (ovvero le aree divenute note in seguito come Prussia reale, un'entità semi-autonoma), e accettare la sovranità polacco-lituana sul resto (il futuro Ducato di Prussia). La Polonia riconquistò dunque la Pomerelia, l'accesso al mar Baltico e la Varmia; oltre alla guerra terrestre, si svolsero delle battaglie navali in cui le navi fornite dalla città di Danzica respinsero con successo le flotte danesi e teutoniche.
Tra gli altri territori recuperati dalla Polonia nel XV secolo, figuravano altresì il ducato di Oświęcim e di Zator in Slesia, al confine con la Piccola Polonia, con il risultato che erano stati effettuati notevoli progressi per quanto riguardava l'incorporazione dei territori posseduti dai Piast nei secoli precedenti e nel periodo di massima estensione.

#### Guerre turche e tartare
L'influenza della dinastia degli Jagelloni nell'Europa centrale accrebbe durante il XV secolo: nel 1471, il figlio di Casimiro, Ladislao, divenne re di Boemia e nel 1490 anche d'Ungheria. Le zone periferiche a meridione e oriente della Polonia e della Lituania furono minacciate dalle invasioni turche a partire dalla fine del XV secolo. Il coinvolgimento della Moldavia con la Polonia risale al 1387, quando Petru I, ospodaro moldavo, cercò ausilio contro gli ungheresi rendendo omaggio al re Ladislao II Jagellone a Leopoli. Questa mossa rese possibile per la Polonia l'accesso ai porti del mar Nero. Nel 1485, Casimiro intraprese una spedizione in Moldavia dopo che i suoi porti furono conquistati dai turchi ottomani, mentre i tatari di Crimea, legati ai turchi, fecero irruzione in maniera indisturbata nei territori orientali nel 1482 e nel 1487, fino a quando non furono affrontati dal re Giovanni I Alberto, figlio e successore di Casimiro.
La Polonia fu attaccata nel 1487–1491 dal Khanato dell'Orda d'Oro, una potenza allora in forte declino, il quale si spinse fino a Lublino prima di essere sconfitto a Zaslavl'. Nel 1497, Giovanni Alberto eseguì un tentativo di risolvere militarmente il problema turco, ma i suoi sforzi non ebbero successo; i motivi del fallimento sono da rintracciarsi nel non essere riuscito a garantire la partecipazione effettiva alla guerra da parte dei suoi fratelli, il re Ladislao II di Boemia e Ungheria e Alessandro, il granduca di Lituania, oltre che nella resistenza mostrata da Ștefan III cel Mare, il sovrano della Moldavia. Le più distruttive incursioni tartare, sostenute economicamente dall'Impero ottomano, ebbero luogo nel 1498, 1499 e 1500. I negoziati diplomatici di pace avviati da Giovanni Alberto vennero portati a termine dopo la morte del re, nel 1503: tuttavia, il risultato fu un compromesso territoriale e generò una fragile tregua.
Le invasioni in Polonia e Lituania dal Khanato di Crimea ebbero luogo nel 1502 e 1506, durante il regno di re Alessandro, fino a quando, proprio nel 1506, i tartari uscirono sconfitti dalla battaglia di Kletsk da Michail Glinskij.

#### La minaccia di Mosca alla Lituania; l'adesione di Sigismondo I

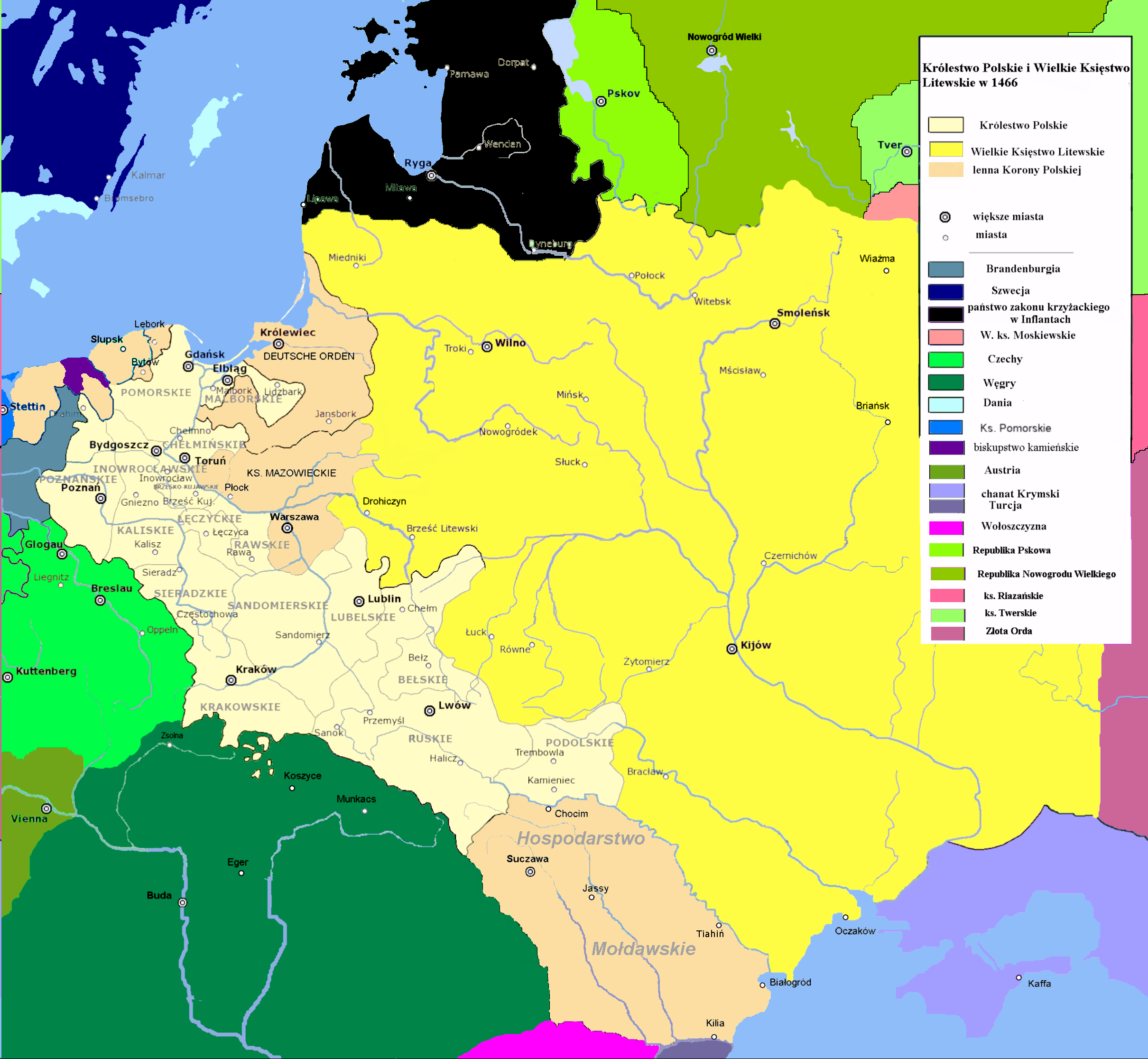
La Polonia (in giallo chiaro) e la Lituania (in giallo) nel 1466

La Lituania appariva sempre più minacciata dal crescente potere della Moscovia nel XV e XVI secolo: infatti, le truppe moscovite sottomisero molti dei possedimenti orientali della Lituania nelle campagne militari del 1471, del 1492 e del 1500. Il granduca Alessandro di Lituania divenne re di Polonia nel 1501, dopo la morte di Giovanni Alberto e, nel 1506, gli successe Sigismondo I il Vecchio (Zygmunt I Stary) sia in Polonia che in Lituania, mentre il processo di assimilazione tra i due stati subiva un'accelerazione. Prima della sua ascesa al trono polacco, Sigismondo aveva ricoperto il ruolo di duca di Slesia in vece di suo fratello Ladislao II di Boemia ma, come altri governanti Jagelloni prima di lui, non portò avanti le rivendicazioni della corona polacca sulla Slesia.

### XVI secolo

#### La repubblica della nobiltà media: la costituzione di un movimento esecutivo

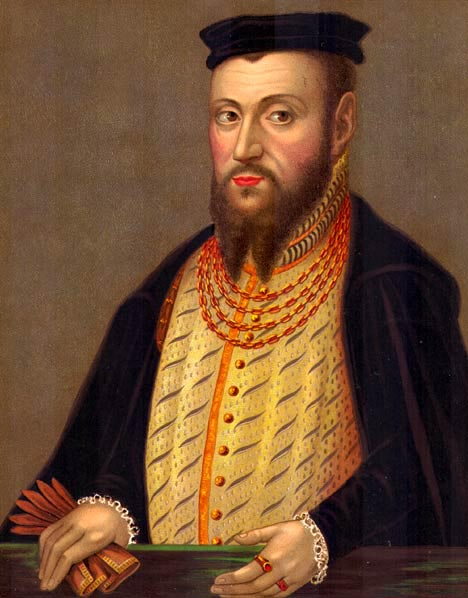
Sigismondo II Augusto, l'ultimo re jagellone: le sue azioni facilitarono l'Unione di Lublino

Il sistema politico polacco nel XVI secolo appariva particolarmente appetito alla nobiltà media (la szlachta), la quale era in cerca di maggiore potere. Sigismondo I il Vecchio e Sigismondo II Augusto manipolarono le istituzioni politiche al fine di limitare la nobiltà, sfruttando il loro potere di nomina e la loro influenza sulle elezioni del Sejm. Ciò avvenne grazie ad un'attenta propaganda finalizzata a sostegno della posizione reale e che prometteva finanziamenti alla piccola nobiltà. Raramente i re ricorrevano alla repressione o alla violenza, adoperando spesso compromessi, tanto che, nella seconda metà del XVI secolo, per l'unica volta nella storia polacca, si poté parlare della prevalenza della "democrazia della piccola nobiltà".
Durante il regno di Sigismondo I, la szlachta nella camera di secondo livello del sejm generale (dal 1493 si diede vita a un sistema bicamerale), inizialmente presente in numero decisamente inferiore rispetto ai "colleghi" più privilegiati del senato (che si occupava di nominare a vita prelati e baroni del consiglio reale), acquisì una rappresentanza più folta e pienamente eletta. Tuttavia, il sovrano preferì invece governare con l'aiuto dei magnati, spingendo la szlachta a costituire su per giù quella che oggi in politica viene chiamata "opposizione".
Dopo l'atto Nihil novi del 1505, una raccolta di leggi note come statuti di Łaski fu pubblicata nel 1506 e distribuita ai tribunali polacchi: le dichiarazioni legali, intese a facilitare il funzionamento di uno stato uniforme e centralizzato per mezzo di privilegi ordinari alla szlachta fortemente tutelati, erano spesso ignorate dai re, a cominciare da Sigismondo I, e dall'alta nobiltà o dagli interessi della chiesa. Un siffatto contesto facilitò la formazione intorno al 1520 del movimento esecutivo della szlachta, finalizzato alla codifica completa e all'esecuzione, o all'applicazione, delle leggi.

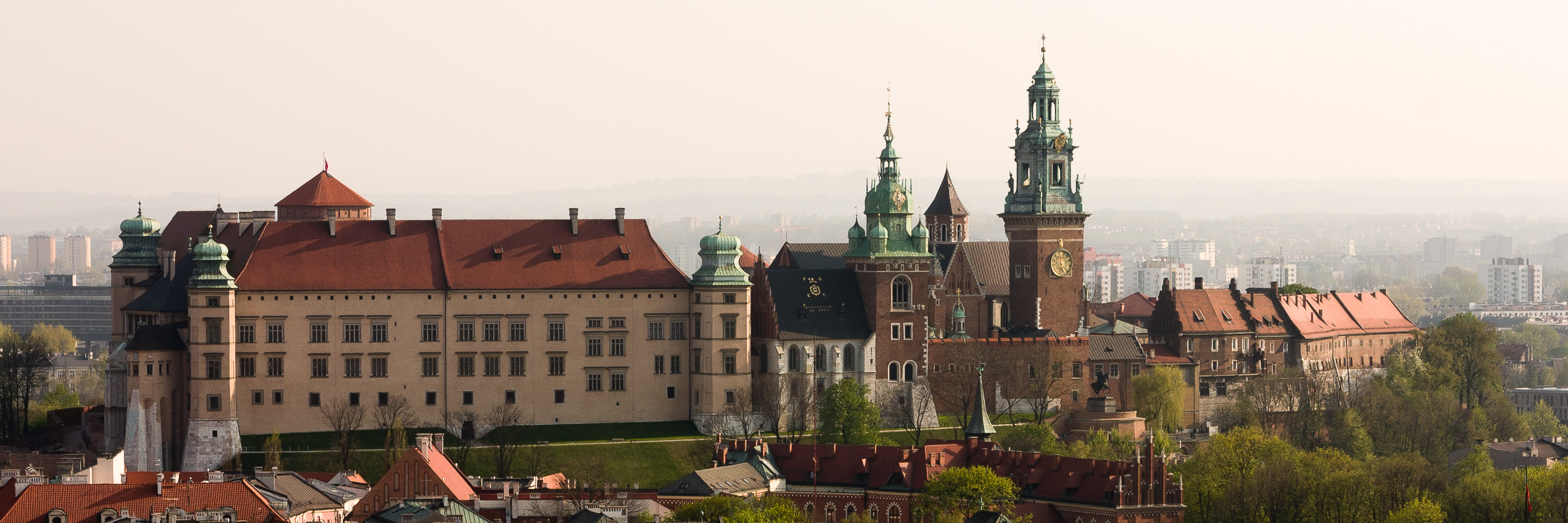
La collina del Wawel, il castello e la cattedrale

Nel 1518 Sigismondo I sposò Bona Sforza, una giovane principessa milanese dalla forte personalità: l'influenza della donna sul re e sui magnati, i suoi sforzi per rafforzare la posizione politica del monarca, la situazione finanziaria e soprattutto le misure che assunse per promuovere i suoi interessi personali e dinastici, inclusa l'elezione reale forzata del minorenne Sigismondo Augusto nel 1529 e la sua prematura incoronazione nel 1530, la quale accrebbe il malcontento tra vari esponenti della szlachta.
Il movimento di opposizione della nobiltà media elaborò un programma di riforme costruttive durante il sejm di Cracovia del 1538-1539: tra le richieste presentate, figurava la cessazione della pratica dei re di alienazione della terra della corona, la concessione o la vendita di proprietà terriere a grandi signori a discrezione del monarca e il divieto di detenere in simultanea più uffici statali da parte della stessa persona, entrambi presentati già nel 1504. La riluttanza di Sigismondo I a muoversi verso l'attuazione degli obiettivi dei riformatori influenzò negativamente le capacità finanziarie e difensive del paese.
Il rapporto con la szlachta si incancrenì durante i primi anni del regno di Sigismondo II Augusto e rimase in stato pessimo fino al 1562. Il matrimonio segreto di Sigismondo Augusto con Barbara Radziwiłł nel 1547, prima della sua ascesa al trono, fu fortemente osteggiato dalla madre Bona e dai magnati della corona; Sigismondo, subentrato al regno dopo la morte del padre nel 1548, vinse la resistenza e fece incoronare Barbara nel 1550, ma pochi mesi dopo la nuova regina morì. Bona, allontanata dal figlio, tornò in Italia nel 1556, dove perì poco dopo a Bari.

Ritratti della famiglia degli Jagelloni di Lucas Cranach il Giovane

Il Sejm, fino al 1573 convocato dal re a sua discrezione (ad esempio quando aveva bisogno di fondi per condurre una campagna militare), composto dalle due camere presiedute dal monarca, divenne nel corso del XVI secolo l'organo principale dello stato. Il movimento esecutivo riformista ebbe la possibilità di sfidare i magnati e la gerarchia ecclesiastica (e assumere provvedimenti per frenare il loro abuso di potere e ricchezza) quando Sigismondo Augusto cambiò schieramento e prestò loro il suo sostegno al sejm del 1562. Durante questa e molte altre sessioni del parlamento, entro il prossimo decennio circa, la Riforma ispirò la szlachta e le permise di proporre ulteriori manovre, le quali portarono a una maggiore stabilità dello stato polacco, a una migliore efficienza esecutiva, a una maggiore centralizzazione e a una minore frammentazione a livello locale. Ad ogni modo, alcuni dei cambiamenti apportati sortirono effetti estremamente effimeri, mentre altri non vennero mai del tutto implementati (ad esempio il recupero della terra usurpata della corona): tuttavia, la szlachta media riuscì ad assumere un peso specifico di un certo spessore.
Mikołaj Sienicki, un attivista protestante, figurava tra gli esponenti parlamentari del movimento esecutivo e tra gli organizzatori della Confederazione di Varsavia del 1573.

#### Il braccio di ferro con la Prussia per il dominio della costa baltica

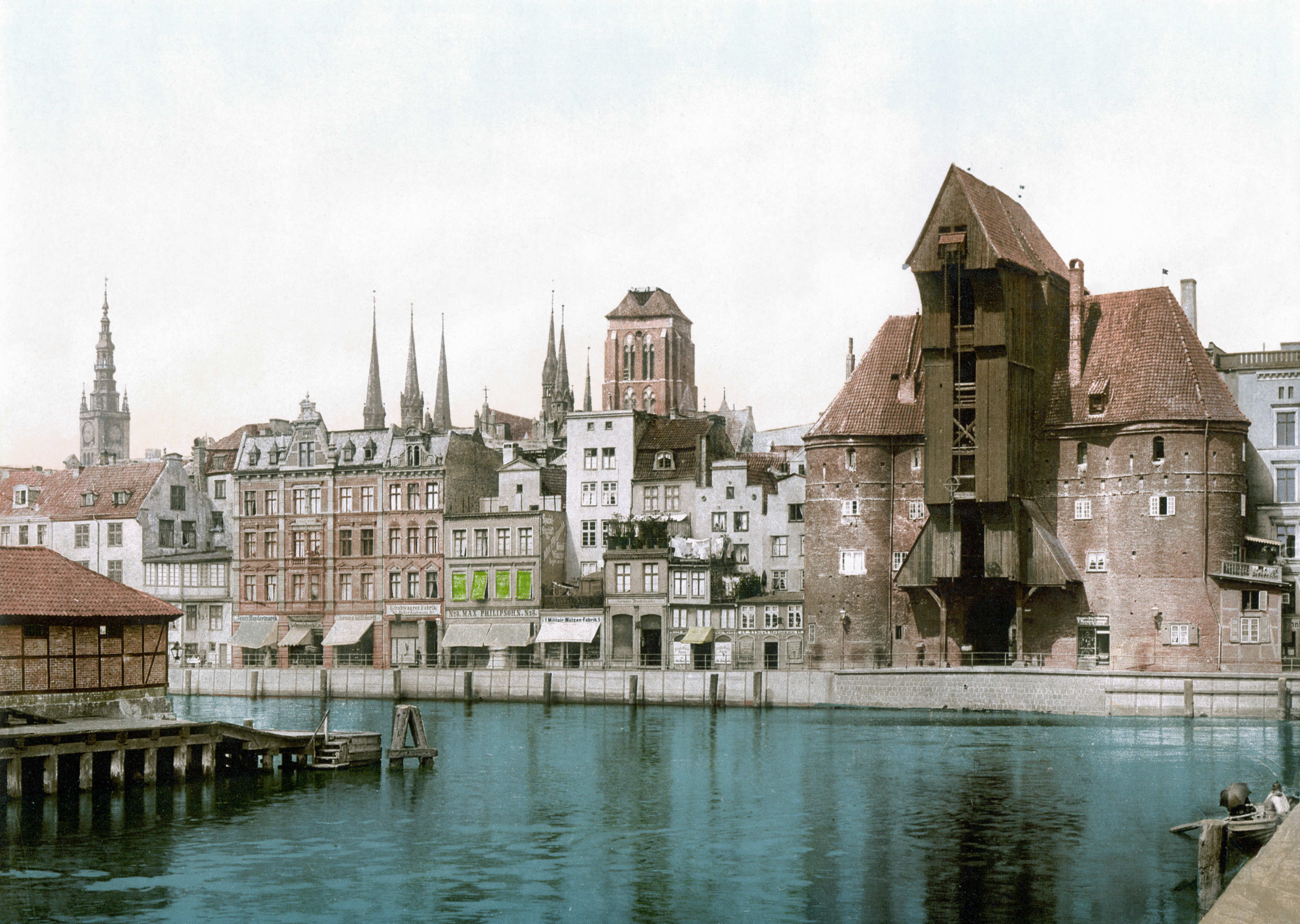
Danzica a cavallo tra il XIX e il XX secolo; la gru portuale di epoca medievale è ben visibile sulla destra

Il secondo trattato di Toruń (detto anche pace di Spina) del 1466 ridusse il potenziale dei cavalieri teutonici, senza però apportare alcuna soluzione duratura alla minaccia che rappresentavano per la Polonia, ancor di più se si pensa che lo Stato monastico non pagò i risarcimenti richiesti dal documento. Le relazioni perennemente ai minimi termini peggiorarono dopo l'elezione, nel 1511, di Alberto come Hochmeister dell'ordine. Constatando l'animo bellicoso di Alberto, la sua politica di riarmo e la stipula di alleanze pericolose per Cracovia, la Polonia dichiarò guerra allo Stato monastico nel 1519; gli scontri cessarono nel 1521, quando la mediazione di Carlo V portò a una tregua. Come mossa di compromesso, Alberto, convinto da Martin Lutero, avviò un processo di secolarizzazione dell'ordine e istituì il ducato laico di Prussia, la prima entità dichiaratamente protestante comparsa in Europa e a livello amministrativo considerata un feudo dipendente dal Regno di Polonia, che sarebbe stato governato da Alberto e poi dai suoi discendenti. I termini del patto proposto migliorarono immediatamente la situazione geopolitica nella regione baltica per la Polonia e, in quel momento, sembravano anche protetti gli interessi a lungo termine del paese. Il trattato fu concluso nel 1525 a Cracovia; come anticipato, l'antico Stato monastico dei cavalieri teutonici (corrispondente alla Prussia orientale e con capitale Königsberg) fu convertito nel Ducato di Prussia protestante sotto il re di Polonia, evento a cui seguì un celebre atto di omaggio del nuovo duca prussiano a Cracovia.

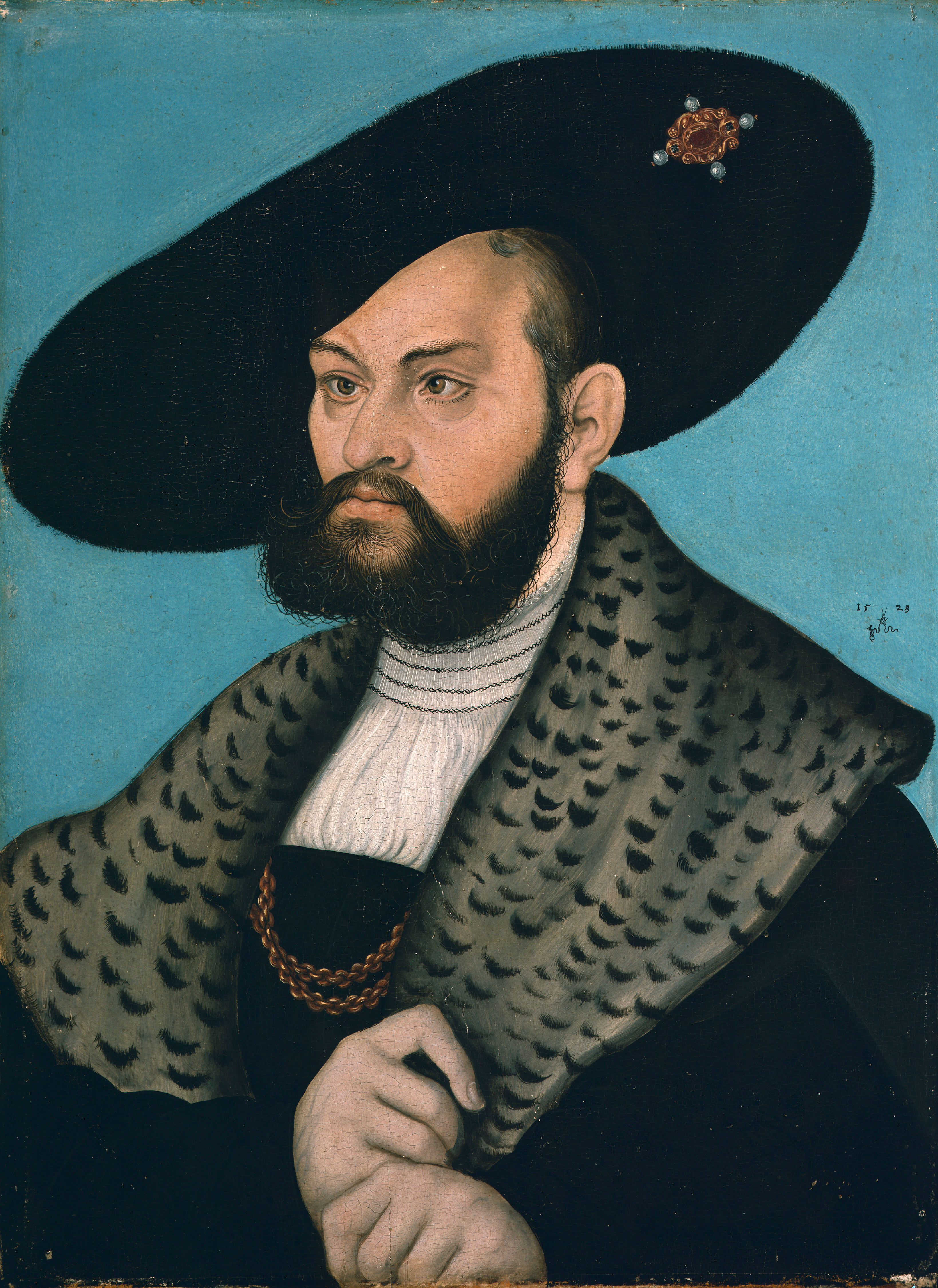
Alberto, duca di Prussia, in un ritratto di Lucas Cranach il Vecchio

In realtà il Casato di Hohenzollern, di cui Alberto era un membro e costituiva la stirpe regnante nella Marca di Brandeburgo, stava espandendo con successo la sua influenza territoriale; si pensi alla circostanza che il loro nome si era già diffuso nel XVI secolo in Pomerania Orientale e Slesia, cosa impensabile nei decenni precedenti. Motivato dall'espediente politico a cui era ricorso, Sigismondo Augusto nel 1563 permise al ramo degli elettori brandeburghesi costituito dagli Hohenzollern, escluso dall'accordo del 1525, di ereditare il dominio del feudo prussiano. La decisione, confermata dal sejm del 1569, rese possibile la futura unione della Prussia con il Brandeburgo. Sigismondo II, a differenza dei suoi successori, fu comunque attento ad affermare la sua supremazia. La Confederazione polacco-lituana, governata dopo il 1572 da re elettivi, fu invece meno in grado di contrastare la crescente importanza degli Hohenzollern.
Nel 1568 Sigismondo Augusto, che aveva già intrapreso un programma di ampliamento della flotta da guerra, istituì la Commissione marittima. Ne seguì un conflitto con la città di Danzica, che vedeva la sua posizione commerciale monopolistica fosse minacciata. Nel 1569 alla Prussia reale venne in gran parte tolta la sua autonomia legale e, nel 1570, la supremazia della Polonia su Danzica e l'autorità del re polacco sul commercio marittimo baltico furono regolamentate e ricevettero il riconoscimento legale tramite gli statuti di Karnkowski.

#### Le guerre con Mosca

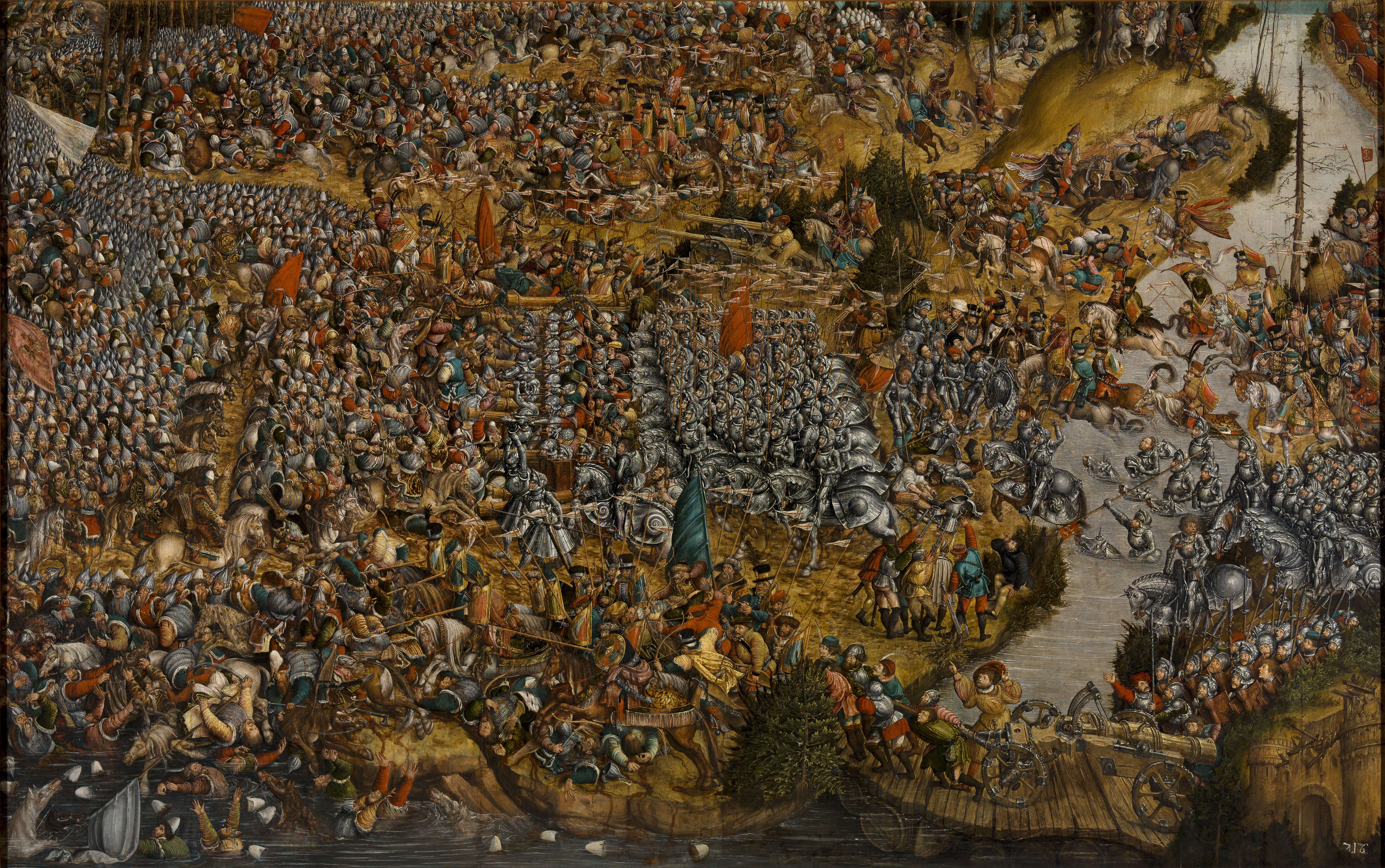
La battaglia di Orša (1514)

Nel XVI secolo la Moscovia continuò le attività volte a unificare le terre dell'antica Rus' ancora sotto il dominio lituano. Il Granducato di Lituania non impensieriva più il suo avversario come nel passato e non disponeva di risorse sufficienti per contrastare l'avanzata di Mosca, in quanto già risultava difficile controllare la popolazione rutena entro i suoi confini e sovente non si poteva contare sulla lealtà dei feudatari della Rus', culturalmente diversi da Vilnius (nello specifico, di diversa religione e lingua). Come risultato della lunga serie di conflitti a cavallo tra il XV e il XVI secolo, Mosca acquisì ampie porzioni di territorio a est del fiume Dnepr. L'assistenza e il coinvolgimento della Polonia stavano diventando sempre più una componente necessaria per l'equilibrio di potere nei confini orientali del dominio lituano.
Sotto Basilio III, si combatté una guerra con la Lituania e la Polonia tra il 1512 e il 1522, durante la quale nel 1514 i russi espugnarono Smolensk. Nello stesso anno, i rinforzi polacco-lituani giunti per contrastare l'avanzata avversaria combatterono, sotto gli ordini dell'etmano Costantino Ostrogski, la vittoriosa battaglia di Orša e arrestarono gli ulteriori avanzamenti pianificati da Mosca. Un armistizio raggiunto nel 1522 lasciò la terra di Smolensk e la Severia, una regione geografica situata a cavallo dell'odierno triplice confine tra la Bielorussia, l'Ucraina e la Russia, in mano ai moscoviti. Un'altra girandola di combattimenti ebbe luogo tra il 1534 e il 1537, quando i contingenti polacchi guidati dall'etmano Jan Tarnowski riuscirono nella presa di Homel' e sottomisero con relatività facilità Starodub. Seguì a questi eventi una nuova tregua grazie alla quale è vero che la Lituania mantenne solo Homel', ma il confine si stabilizzò e seguirono oltre due decenni di pace.

#### Gli Jagelloni e gli Asburgo; l'espansione dell'Impero Ottomano

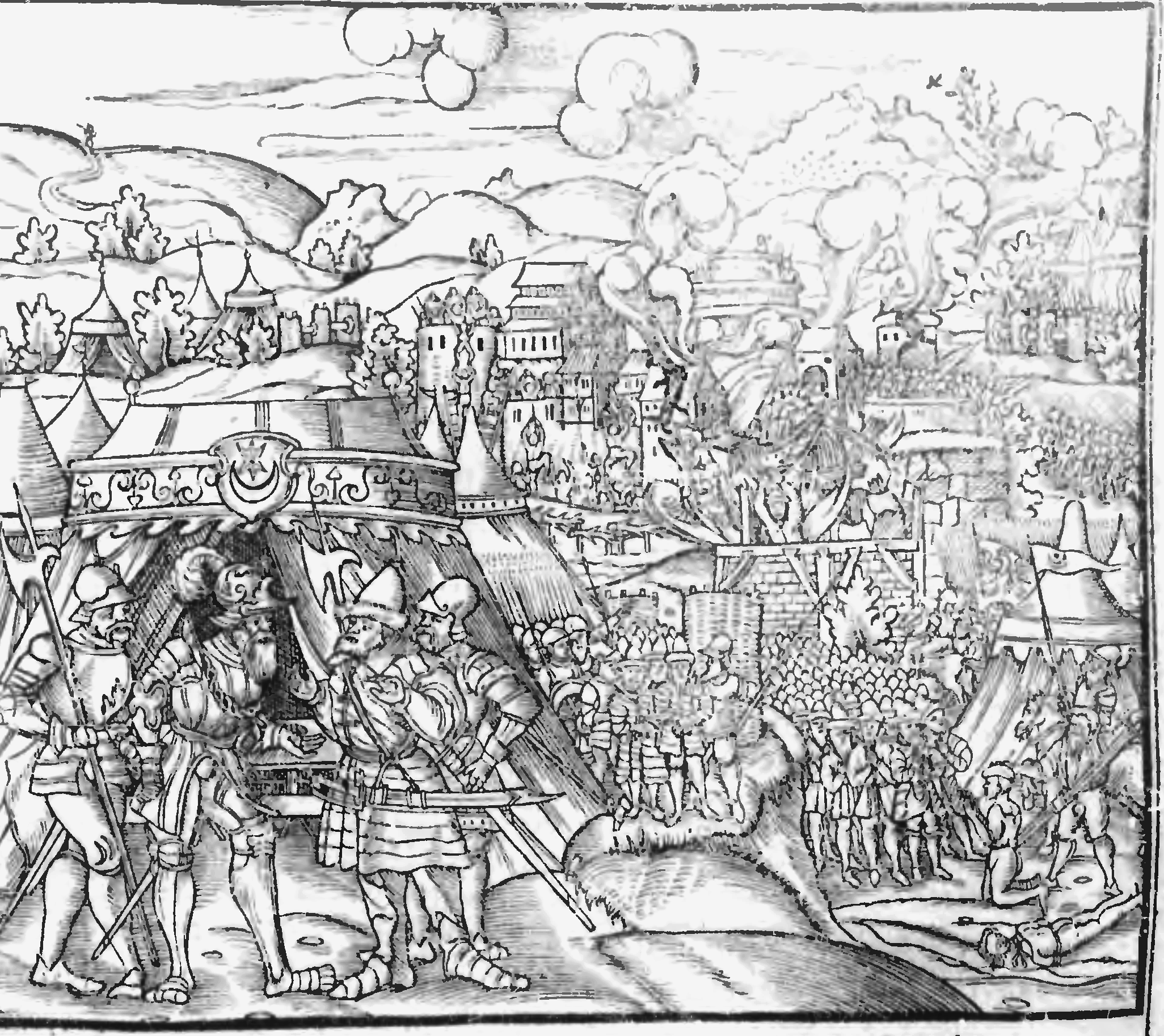
Illustrazione nella cronaca di Marcin Bielski: l'etmano Jan Tarnowski, a seguito dell'assedio di Starodub (1535), ordinò l'esecuzione di 1400 difensori-prigionieri moscoviti

Nel 1515, durante il primo Congresso di Vienna, fu concordato un accordo di successione dinastica tra Massimiliano I, imperatore del Sacro Romano Impero, e i fratelli Jagelloni Ladislao II di Boemia e Ungheria e Sigismondo I di Polonia e Lituania. In virtù di esso, si doveva porre fine al sostegno dell'imperatore ai nemici della Polonia, gli stati teutonici e russi, ma dopo l'elezione di Carlo V, successore di Massimiliano nel 1519, i rapporti con Sigismondo peggiorarono.
La rivalità degli Jagelloni con la Casa d'Asburgo nell'Europa centrale venne infine risolta a vantaggio dei secondi: il fattore decisivo che danneggiò o indebolì le monarchie degli ultimi Jagelloni riguardo alla significativa espansione dell'Impero ottomano. La vulnerabilità dell'Ungheria aumentò notevolmente dopo che Solimano il Magnifico conquistò l'importante fortezza di Belgrado nel 1521. Per impedire alla Polonia di estendere gli aiuti militari all'Ungheria, Solimano partì al comando di una campagna a cui parteciparono turchi e tartari nei domini sudorientali degli Jagelloni nel 1524. L'esercito magiaro venne sconfitto nel 1526 nella battaglia di Mohács, dove il giovane Luigi II Jagellone, figlio di Ladislao II, cadde negli scontri. Successivamente, dopo un periodo di lotte interne e interventi esterni, l'Ungheria fu spartita tra gli Asburgo e gli ottomani.
La morte di Janusz III di Masovia nel 1526, l'ultimo della linea dei duchi Piast di Masovia (un residuato delle divisioni avvenute nel periodo della frammentazione), permise a Sigismondo I di finalizzare l'incorporazione di Masovia alla corona polacca nel 1529.
Dall'inizio del XVI secolo, la regione di confine della Pocuzia andò contesa dalla Polonia e dalla Moldavia (l'apice si raggiunse con la battaglia di Obertyn). La pace con la Moldavia entrata in vigore nel 1538 garantì la Pocuzia in mano polacca. Si iniziò a fare strada l'ipotesi di raggiungere una "pace eterna" con l'Impero ottomano nel 1533, al fine di rendere sicure le zone di frontiera. La Moldavia cadde sotto la dominazione turca, ma i magnati polacco-lituani vi rimasero attivamente coinvolti: Sigismondo II Augusto rivendicò persino la giurisdizione sulla regione e nel 1569 accettò una sovranità formale e di breve durata sulla Moldavia.

#### La Livonia: fonte di lotte per il dominio dell'area baltica

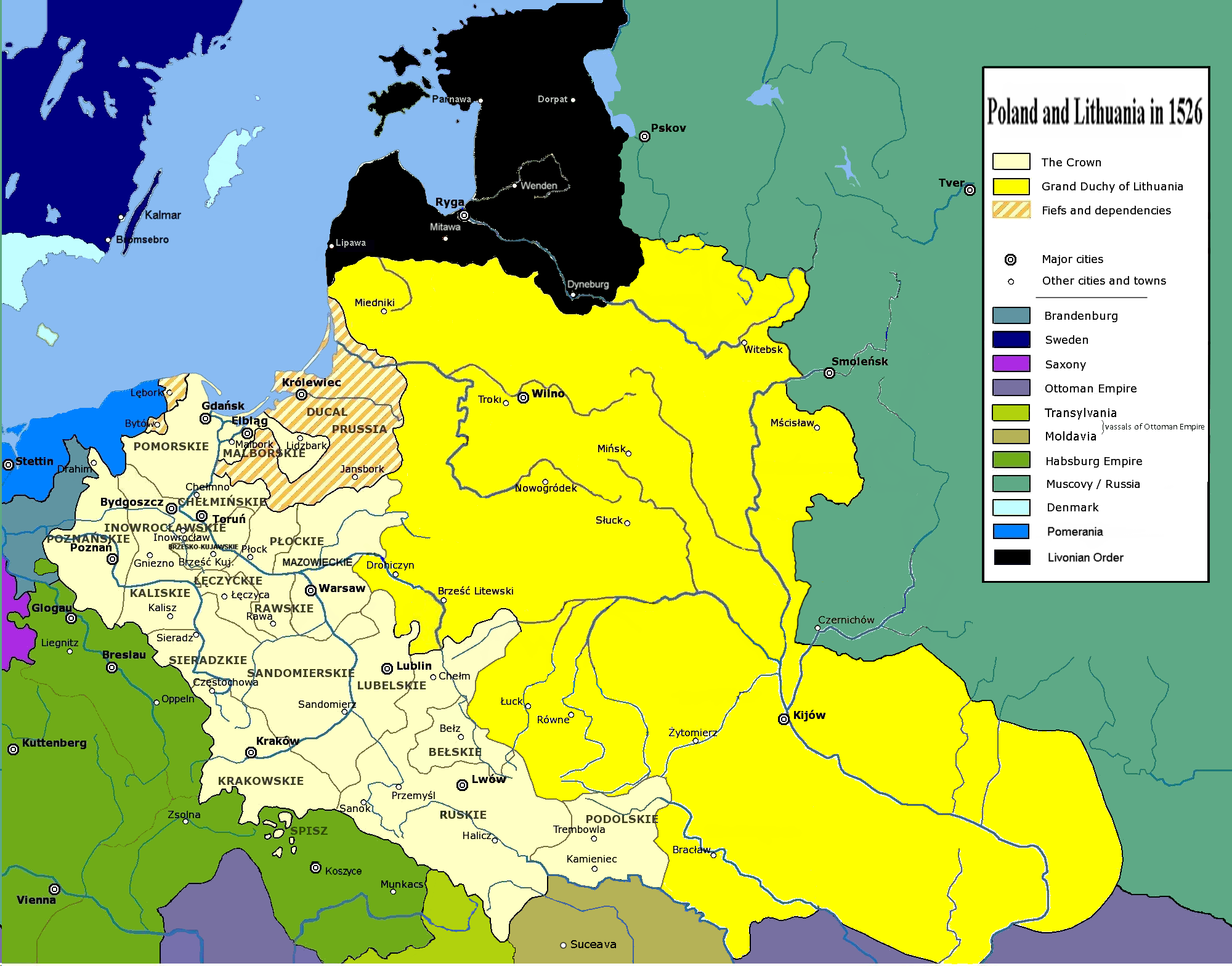
La Polonia e la Lituania nel 1526

Nel XVI secolo, il Granducato di Lituania divenne sempre più interessato ad estendere il suo dominio territoriale in Livonia, in particolare per ottenere il controllo dei porti marittimi baltici, come Riga, e per altri vantaggi economici. La Livonia si presentava negli anni Cinquanta in gran parte luterana, governata sin dai tempi delle crociate del Nord dall'ordine cavalleresco dei Fratelli della Spada e dal suo successore, l'ordine di Livonia, divenuto un ramo dei teutonici. Ciò mise la Polonia e la Lituania in rotta di collisione con Mosca e altre potenze regionali, le quali avevano in passato tentato l'espansione ai danni della Confederazione livoniana.
Subito dopo il trattato di Cracovia del 1525, Alberto di Hohenzollern progettò di originare un feudo polacco-lituano in Livonia, con l'intenzione di cederlo a suo fratello Guglielmo, arcivescovo di Riga. Anziché schierarsi a favore di questa ipotesi, in Livonia cominciò a comparire una fazione pronta a sostenere la possibilità di venire assorbita dai polacco-lituani. I combattimenti interni ebbero luogo quando il Landmeister Heinrich von Galen concluse un trattato con Mosca nel 1554, dichiarando la neutralità del suo stato rispetto al conflitto russo-lituano. Con l'appoggio di Albrecht e dei magnati, Sigismondo II dichiarò guerra all'ordine e il Landmeister Johann Wilhelm von Fürstenberg si dimostrò propensò ad accettare le condizioni polacco-lituane senza combattere: ai sensi del trattato di Pozvol del 1557, un'alleanza militare vincolava la Confederazione livoniana a sostenere la Lituania contro Mosca.

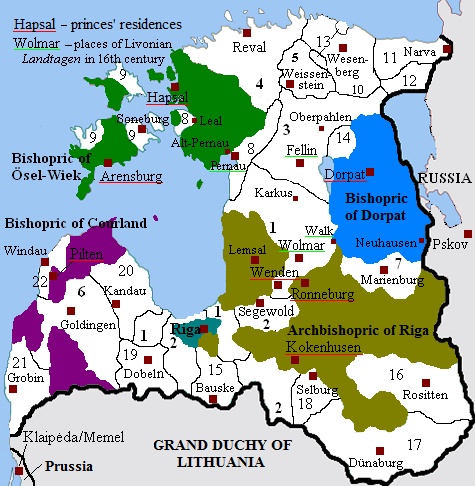
La Livonia nel 1534, alla vigilia della prima guerra del Nord

Altre potenze che aspiravano all'accesso al Baltico sulle coste delle odierne Lettonia ed Estonia decisero di ingaggiare battaglia dando vita a un lungo e impegnativo conflitto passato alla storia come guerra di Livonia, combattuta tra il 1558 e il 1583. Ivan IV di Russia prese Dorpat (Tartu) e Narva nel 1558 dando il placet alla creazione dello stato cliente del Regno di Livonia, amministrato da Magnus di Danimarca, e presto anche danesi e svedesi si affrettarono ad occupare altre parti del paese. Per proteggere l'integrità della Confederazione, i livoniani chiesero supporto alla controparte polacco-lituana. Gottardo Kettler, il nuovo Gran maestro, si incontrò a Vilnius (Vilna o Wilno in fonti polacche) con Sigismondo Augusto nel 1561 e dichiarò la Livonia uno stato vassallo sotto il re polacco. Ai sensi dell'unione di Vilnius, avvenne la secolarizzazione dell'ordine di Livonia e la conseguente incorporazione del ducato costituito tramite lo stesso atto nella Rzeczpospolita ("Repubblica") come entità autonoma. Anche il Ducato di Curlandia e Semigallia fu creato come feudo separato e destinato a Kettler e ai suoi eredi. Sigismondo II si impegnò a recuperare le porzioni di Livonia perdute a favore di Mosca, generando estenuanti guerre con la Russia (gli scontri più feroci accaddero tra il 1562 e il 1570 e tra il 1577 e il 1583) e pesanti diatribe relative pure al controllo del commercio baltico e alla libertà di navigazione.
Le politiche della regione baltica dell'ultimo re Jagellone e dei suoi consiglieri si possono considerare tra i programmi strategici più maturi della Polonia del XVI secolo: in virtù degli sforzi eseguiti in quella regione d'Europa, fu in gran parte possibile poter portare avanti l'alleanza tra Polonia e Lituania che sarebbe durata, in maniera ancor più stretta, nei secoli a venire. Le guerre si conclusero durante il regno del re Stefano I Báthory.

#### La Polonia e la Lituania sotto Sigismondo II: la strada verso la Confederazione

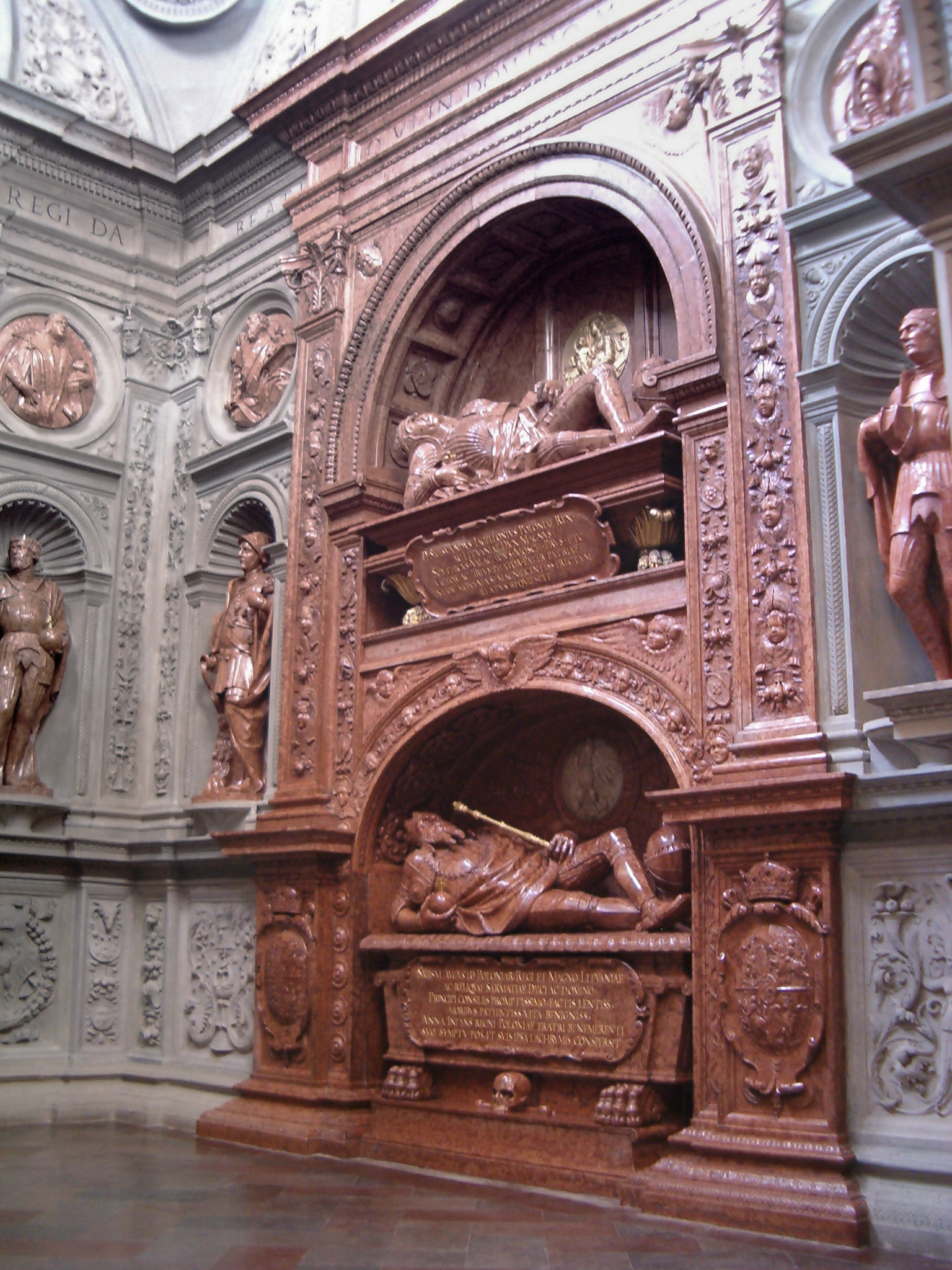
I simulacri di Sigismondo I e Sigismondo II all'interno della cappella di Sigismondo

L'assenza di figli di Sigismondo II rese urgente l'idea di trasformare l'unione personale tra la Polonia e il Granducato di Lituania in una relazione ancor più permanente e stretta; inoltre, questa risultava altresì tra le priorità del movimento esecutivo della nobiltà media. Per questi motivi, si procedette a codificare le leggi della Lituania e si emisero le fondamentali riforme del 1529, del 1557, del 1565-1566 e del 1588, le quali resero in modo graduale il suo sistema sociale, giuridico ed economico simile a quello della Polonia, con un ruolo maggiore della media e bassa nobiltà. Combattere le guerre con Mosca sotto Ivan IV e la minaccia comune proveniente da est fornirono una motivazione aggiuntiva per generare la vera unione sia per la Polonia che per la Lituania.
Il processo di negoziazione degli accordi effettivi si rivelò difficile e durò dal 1563 al 1569, quando i magnati lituani, preoccupati di perdere la loro posizione dominante, si mostrarono talvolta poco collaborativi. Ci volle a tal proposito la dichiarazione unilaterale di Sigismondo II sull'incorporazione nella corona polacca di importanti regioni di confine contese, compresa la maggior parte dell'Ucraina lituana, per far sì che i magnati lituani cooperassero al processo e partecipassero al giuramento dell'atto dell'Unione di Lublino il 1º luglio 1569. La Lituania per il prossimo futuro stabilizzò il fronte orientale e affrontò nel corso dei decenni a venire un processo di polonizzazione, apportando sì grandi contributi in ambito culturale e non alla Confederazione, ma vanificando quasi del tutto l'idea di sviluppare un concetto identitario lituano.
La lingua lituana sopravvisse nella parlata dei contadini e anche come lingua scritta nell'uso religioso, come emerge dalla pubblicazione del Catechismo dalle Semplici Parole da parte di Martynas Mažvydas nel 1547, autore del primo testo stampato in Lituania. La lingua rutena era e rimase nell'uso ufficiale del Granducato anche dopo l'Unione, fino a quando non fu gradualmente soppiantata dal polacco.

## Economia

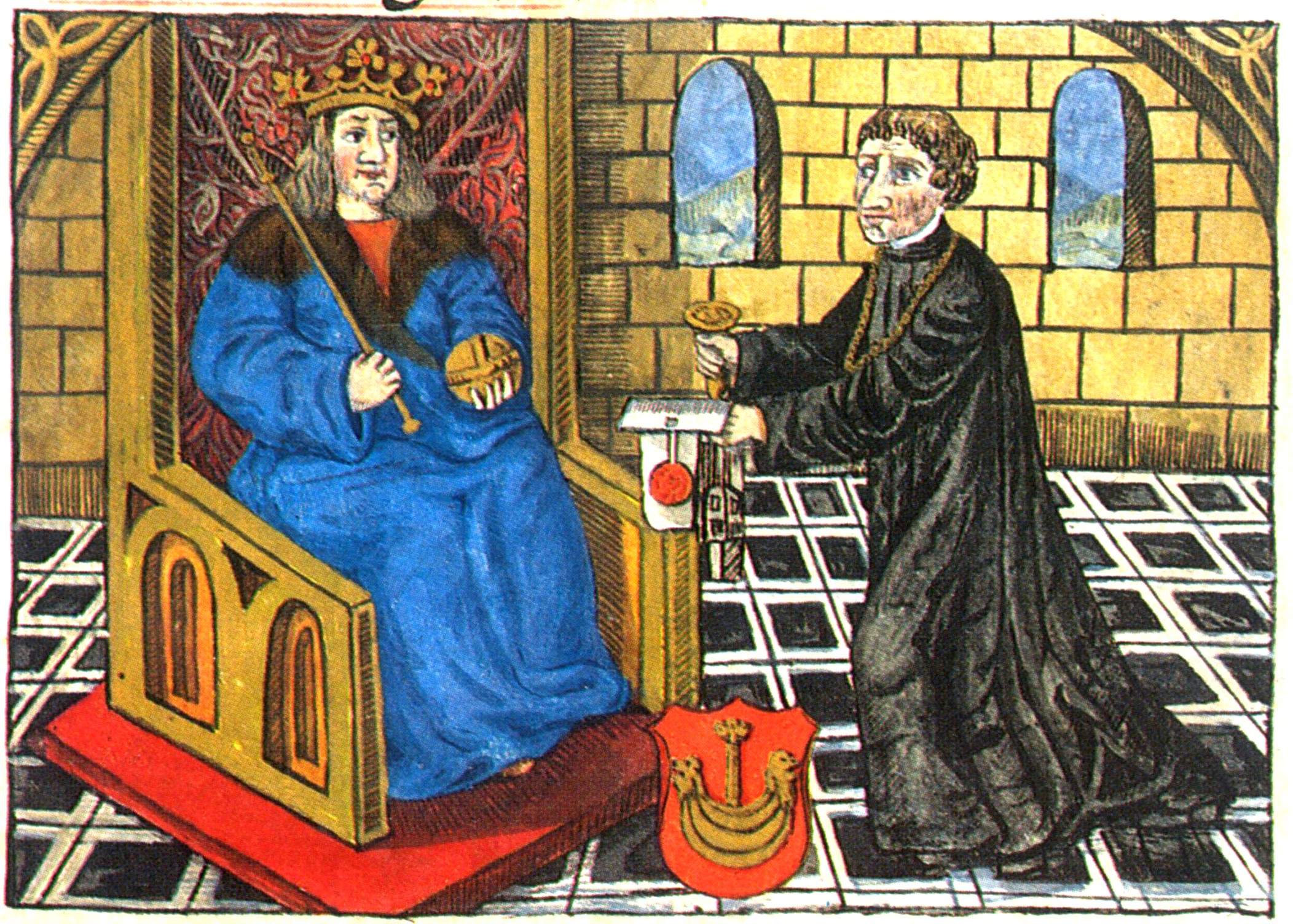
Il re Alessandro Jagellone con il Cancelliere Jan Łaski

Il folwark, un sistema di produzione agricola su larga scala basato sulla servitù della gleba, assunse un ruolo dominante nel panorama economico della Polonia a partire dalla fine del XV secolo e per i successivi 300 anni. Questa modalità di gestione dall'agricoltura, controllata incontrovertibilmente dalla nobiltà dell'Europa centro-orientale, si discostava da quelle adottate nella sezione occidentale del continente, dove elementi di capitalismo e industrializzazione si stavano sviluppando in misura molto maggiore, con la conseguente crescita di una classe borghese e della sua influenza politica. L'apice del commercio agricolo raggiunta nel XVI secolo, combinata alla manodopera contadina fornita gratuitamente in cambio di vitto o alloggio o decisamente a buon mercato, rese l'economia del paese tutto sommato florida.

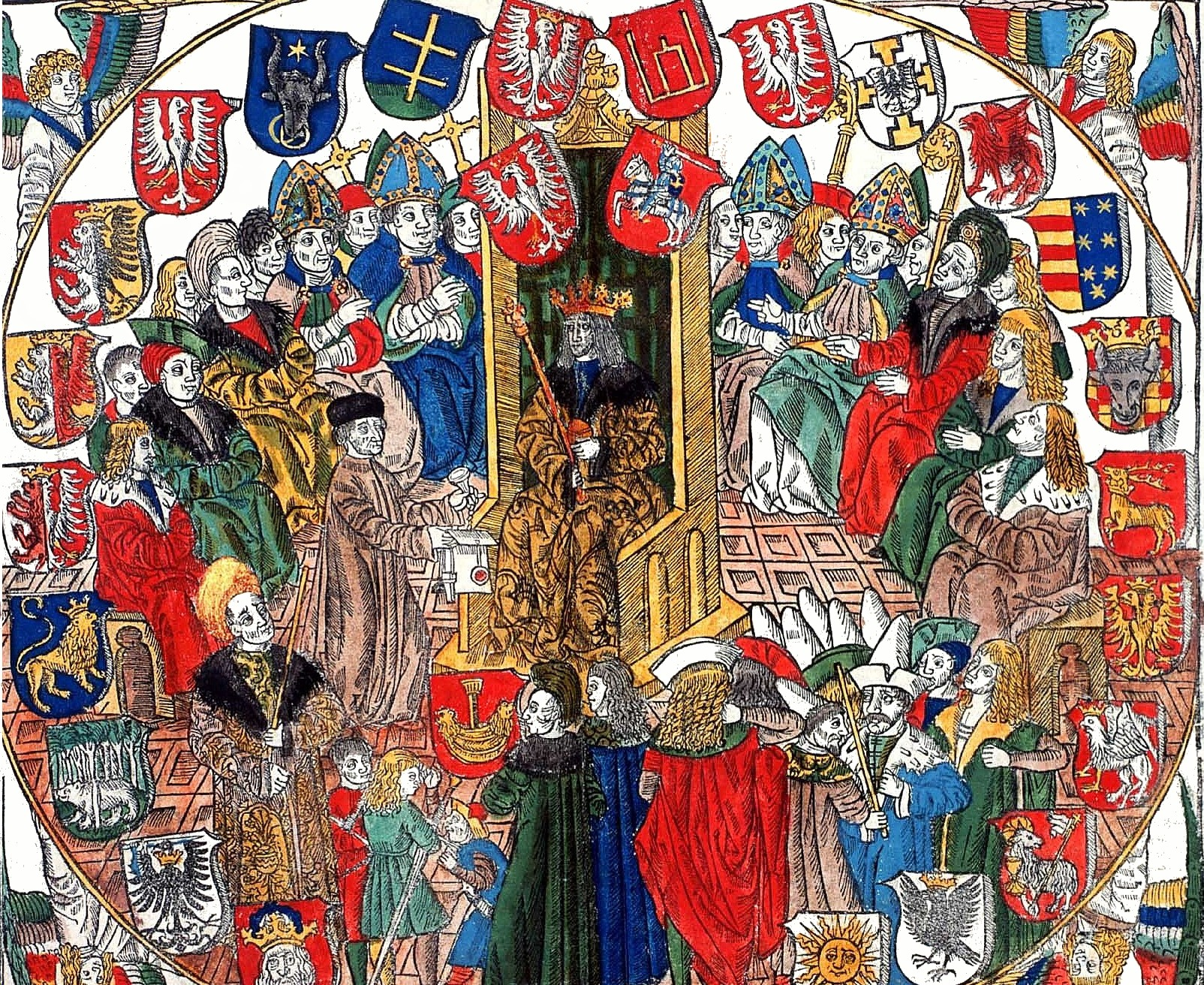
Alessandro Jagellone presiede il Sejm generale

L'estrazione mineraria e la metallurgia si svilupparono ulteriormente durante il XVI secolo e il progresso tecnico ebbe luogo in vari settori commerciali. Ingenti quantità di prodotti agricoli e forestali esportati solcarono i fiumi mentre venivano trasportate attraverso i vari porti e le rotte terrestri. Ciò determinò una bilancia commerciale positiva per la Polonia per tutto il XVI secolo e le importazioni dall'Occidente includevano prodotti artigianali, di lusso e tessuti.
La maggior parte del grano esportato lasciò la Polonia attraverso Danzica, che divenne la più ricca, la più sviluppata e la più autonoma delle città polacche grazie alla sua posizione alla foce del fiume Vistola e all'accesso al mar Baltico. Si trattava inoltre di gran lunga del maggiore centro di produzione. Altri centri urbani risentirono negativamente dal quasi monopolio di Danzica nel commercio estero, ma parteciparono proficuamente alle attività di transito e di esportazione. Oltre alla capitale, gli insediamenti che sperimentarono una fase di sviluppo furono Poznań, Leopoli e Varsavia, mentre al di fuori dei territori amministrati dalla Corona ma situati comunque nell'odierna Polonia, Breslavia. Thorn (Toruń) ed Elbing (Elbląg) seguivano Danzica nella classifica dei principali luoghi commerciali della Prussia reale.

## Società

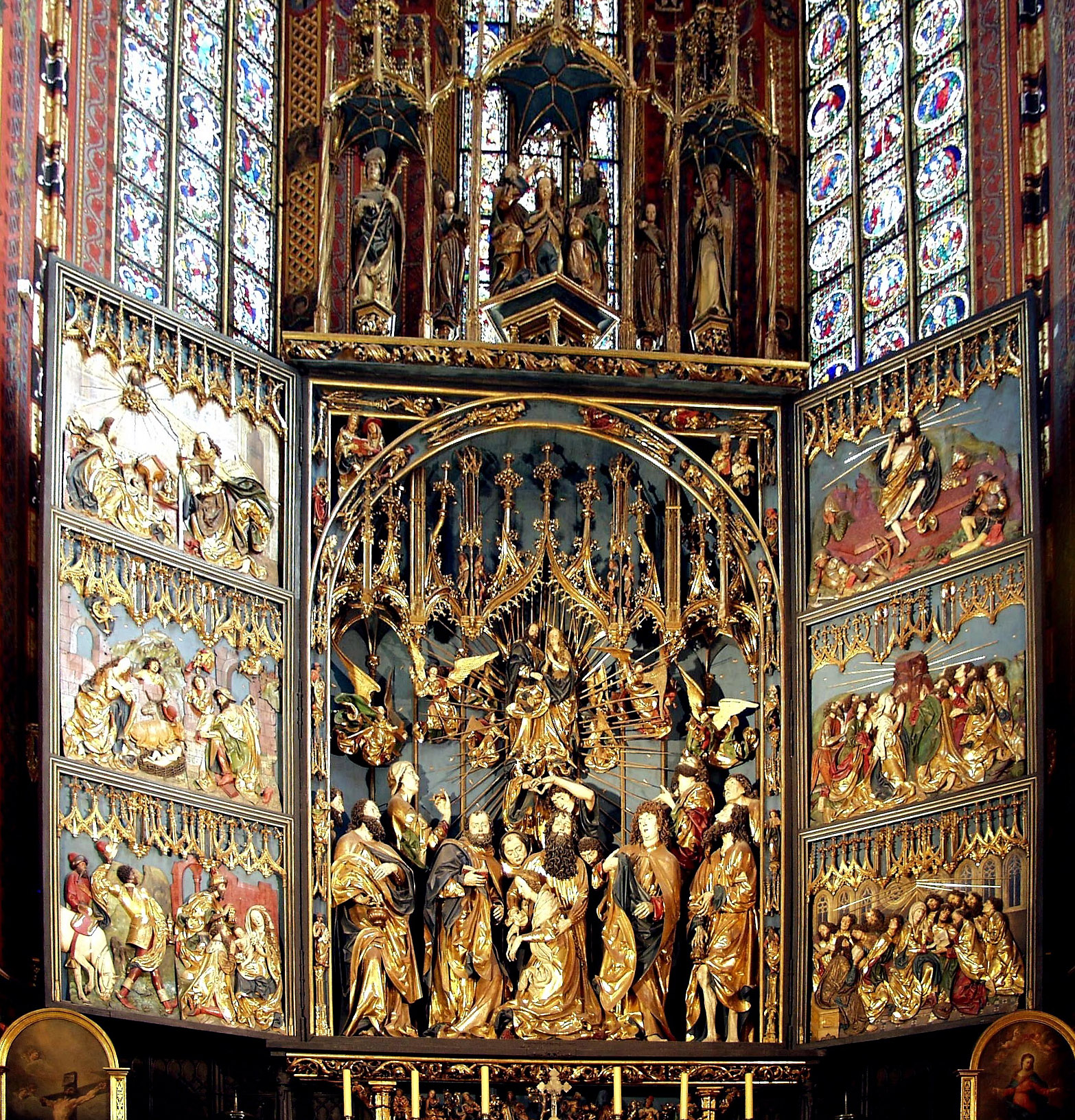
L'altare in stile tardo-gotico di Veit Stoss è stato finanziato dai cittadini di Cracovia

Durante il XVI secolo, alcune prospere famiglie patrizie di mercanti, banchieri o maestri dell'artigianato, molti di origine tedesca, conducevano ancora operazioni commerciali su larga scala in Europa o prestavano denaro con interessi a nobili polacchi, inclusa la corte reale. Alcune regioni apparivano altamente urbanizzate rispetto alla maggior parte del resto d'Europa, tanto che, per esempio, nella Grande Polonia e nella Piccola Polonia, alla fine del XVI secolo, il 30% della popolazione risiedeva nelle città. Furono fondati 256 nuovi centri abitati, la maggioranza dei quali nella Rutenia Rossa. I ceti più abbienti dei cittadini erano etnicamente multinazionali e sovente vantavano una buona istruzione. Numerosi figli di cittadini borghesi si formarono all'Accademia di Cracovia e presso università straniere: è da questo gruppo sociale che sono emersi alcuni tra i migliori contributori alla cultura del Rinascimento polacco. Incapaci di formare una propria identità politica a livello nazionale, molti si legarono alla nobiltà, nonostante gli ostacoli legali legati alle loro origini.
La szlachta in Polonia costituiva una percentuale maggiore della popolazione rispetto ad altri paesi, tanto da attestarsi intorno al 10%. In linea di principio, tutti i suoi membri erano dotati di eguali diritti e godevano di autorizzazioni politiche, ma alcuni non erano autorizzati a ricoprire alcune cariche amministrative o partecipare a sejm o sejmik, gli organi legislativi. Tra i latifondisti, alcuni possedevano un piccolo appezzamento terriero curato e gestito dalle famiglie di contadini che ivi vivevano, mentre i magnati possedevano estese tenute e, grazie alla vastità dei territori circostanti, davano di fatto vita a una sorta di ducati in diverse centinaia di città e villaggi, oltre che contare al loro seguito molte migliaia di sudditi. I matrimoni misti costituivano per alcuni contadini una delle poche strade possibili per scalare la piramide sociale.
La Polonia del XVI secolo appariva ufficialmente come una "repubblica dei nobili" e la "classe media" della nobiltà (coloro che si trovavano a un livello sociale inferiore rispetto ai "magnati") costituiva la componente principale durante il tardo periodo in cui fu attiva la dinastia degli Jagelloni, così come in seguito. Tuttavia, i membri delle famiglie dei magnati detenevano i più alti uffici statali e ecclesiastici: a quel tempo, la szlachta in Polonia e Lituania era etnicamente diversificata e rappresentava diverse confessioni religiose. Durante questa fase di tolleranza, tali fattori esercitarono scarsa influenza sullo stato economico o sulla possibilità di aspirare a cariche più alte nella gerarchia cetuale. Gelosi del loro principale privilegio di classe (la "libertà"), la szlachta rinascimentale sviluppò un senso del dovere in ambito statale, occupandosi dell'istruzione dei giovani, mostrando un vivido interesse per le tendenze e le questioni che affliggevano alcuni ceti e viaggiando spesso all'estero. Mentre in ambito artistico il secolo d'oro della cultura polacca vide un forte interesse per l'umanesimo occidentale, specie quello italiano, e i modelli rinascimentali, lo stile di vita dei nobili polacchi acquisì un sapore decisamente orientale a partire dalla seconda metà del XVI secolo. Gli stranieri in visita spesso sottolineavano lo splendore delle loro residenze e l'impressionante tenore di vita dei ricchi nobili polacchi.

### Le comunità ebraiche

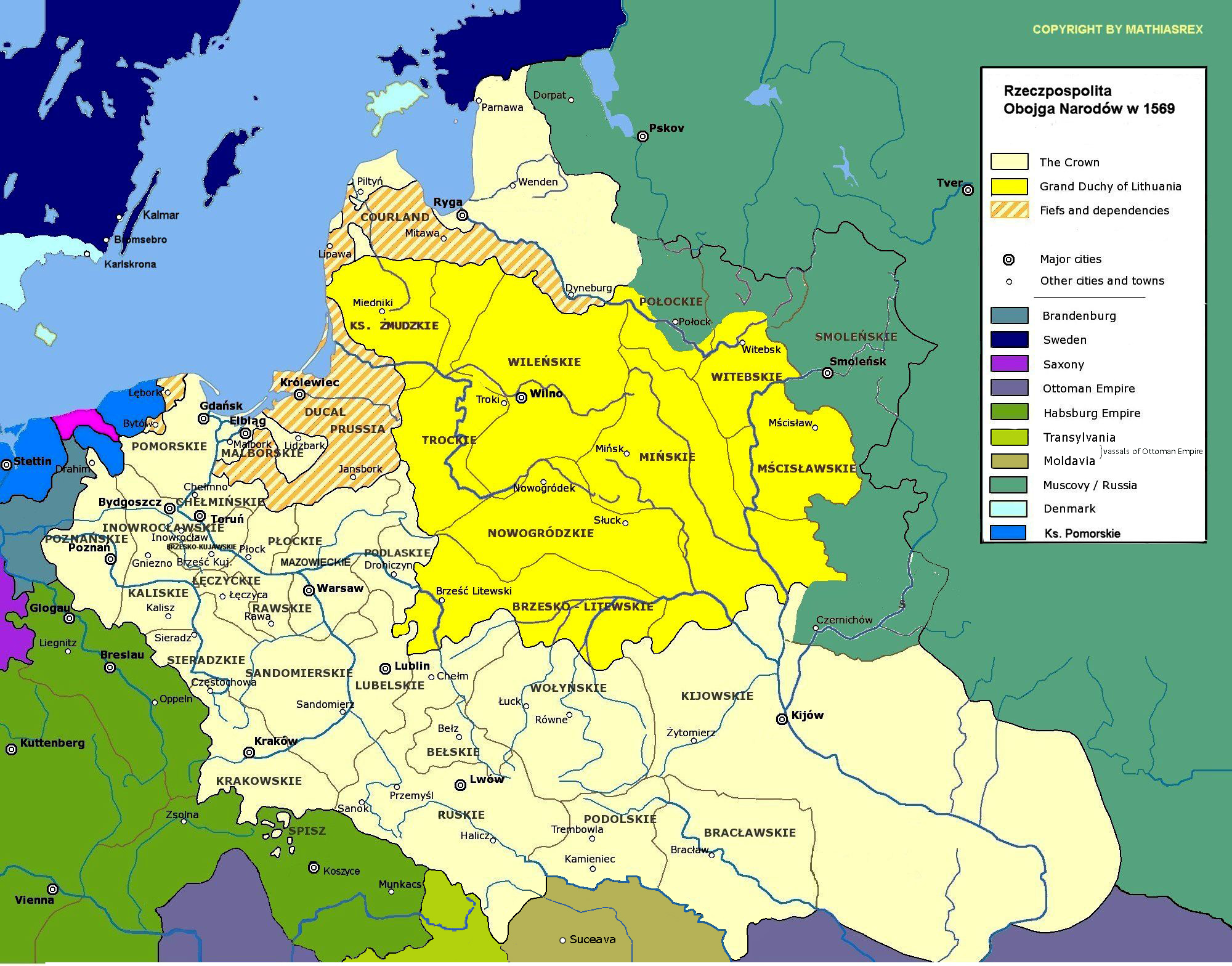
La Rzeczpospolita nel 1569: il Granducato di Lituania, avendo perso terre a favore dello stato russo e della Polonia, appariva molto più piccolo rispetto al secolo precedente

La Polonia divenne la patria della più numerosa comunità ebraica d'Europa, poiché gli editti reali che garantivano la sicurezza ebraica e la libertà religiosa, emanati durante il XIII secolo (in particolare lo statuto di Kalisz del 1264 emesso da Boleslao il Pio), non collimavano con gli attacchi persecutori tipici dell'Europa occidentale. Le aggressioni si intensificarono dopo la peste nera del 1348-1349, quando alcuni in Occidente incolparono i semiti dello scoppio della pandemia. Sempre alla ricerca di capri espiatori, non mancarono casi di pogrom e uccisioni di massa in un certo numero di città tedesche, che causarono un esodo di sopravvissuti diretti a est. Gran parte della Polonia fu risparmiata dalla peste nera e l'immigrazione ebraica portò preziosi contributi e favorì l'ascesa economica dello stato. Il numero di ebrei in Polonia continuò ad aumentare durante il Medioevo; la popolazione aveva raggiunto circa 30.000 abitanti verso la fine del XV secolo e, mentre i profughi che sfuggivano a ulteriori persecuzioni altrove continuavano ad affluire, 150.000 nel XVI secolo. Un privilegio reale concesso nel 1532 garantiva agli ebrei la libertà di commerciare ovunque all'interno del regno. Siccome massacri ed espulsioni da molti stati tedeschi continuarono fino al 1552-1553, si comprende perché, entro la metà del XVI secolo, l'80% degli ebrei del mondo intero viveva e aveva un impiego in Polonia e in Lituania; la maggior parte dell'Europa occidentale e centrale precludeva invece a quel tempo l'accesso agli ebrei. In Polonia-Lituania gli ebrei trovavano sempre più incarichi in qualità di gestori e intermediari, facilitando il funzionamento e la riscossione di entrate in enormi latifondi di proprietà di magnati, specialmente nelle terre di confine orientale, sviluppandosi in una classe mercantile e amministrativa indispensabile. Nonostante il parziale reinsediamento nell'Europa occidentale dopo la guerra dei Trent'anni (1618-1648), la grande maggioranza degli ebrei nel mondo aveva vissuto nell'Europa orientale (nella Confederazione e nelle regioni più a est e a sud, dove molti migrarono) fino agli anni Quaranta del Seicento.

## Religione

### La Riforma

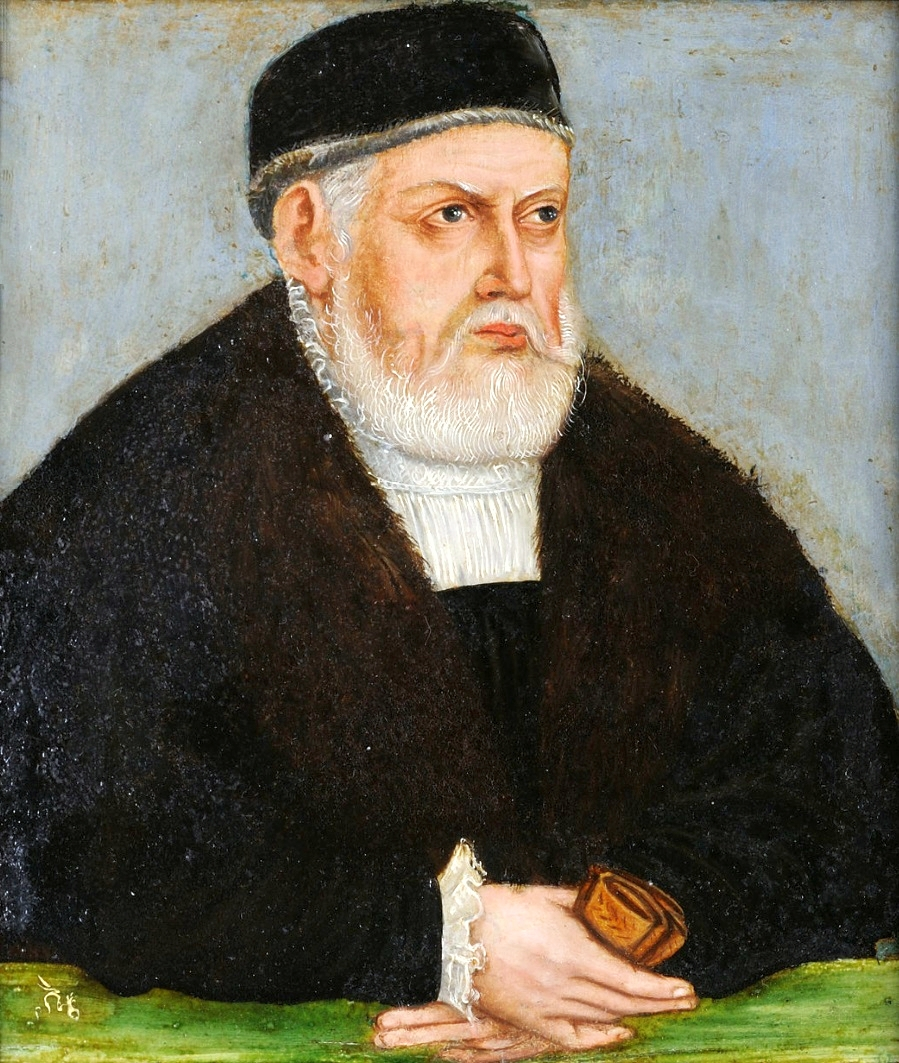
Sigismondo I il Vecchio

In modo analogo ad altri paesi europei, la progressiva decadenza interna della Chiesa polacca gettò le condizioni favorevoli alla diffusione delle idee e delle correnti della Riforma. Si tenga presente il divario esistente tra il basso clero, attento ai bisogni della gente comune, e gli uomini di chiesa più vicini alla szlachta, piuttosto laicizzati e interessati alle questioni temporali, come il potere e la ricchezza, e spesso aperti alla corruzione. La media nobiltà, già esposta alle suadenti proposte riformiste degli hussiti, guardava sempre più ai molti privilegi della Chiesa con invidia e ostilità.
Gli insegnamenti di Martin Lutero attecchirono più prontamente nelle regioni con forti legami tedeschi, nello specifico la Slesia, la Grande Polonia, la Pomerania e la Prussia. A Danzica, nel 1525, ebbe luogo una rivolta sociale luterana delle classi più umili, repressa con la forza da Sigismondo I; dopo essere ritornata la calma, istituì una rappresentanza degli interessi composta da uomini di estrazione plebea nel consiglio cittadino. Königsberg e il Ducato di Prussia guidato da Alberto I divennero un forte centro protestante, per mezzo di cui la dottrina luterana su diffuse capillarmente in tutta la Polonia settentrionale e la Lituania, oltre che più lontano, ovvero nelle odierne Lettonia ed Estonia. Sigismondo reagì in fretta contro le "novità religiose", emanando il suo primo editto correlato nel 1520, in cui vietata qualsiasi sponsorizzazione dell'ideologia luterana e pure viaggi all'estero nei centri protestanti. Tali divieti, mal applicati nella prassi, continuarono a rimanere in vigore fino al 1543.

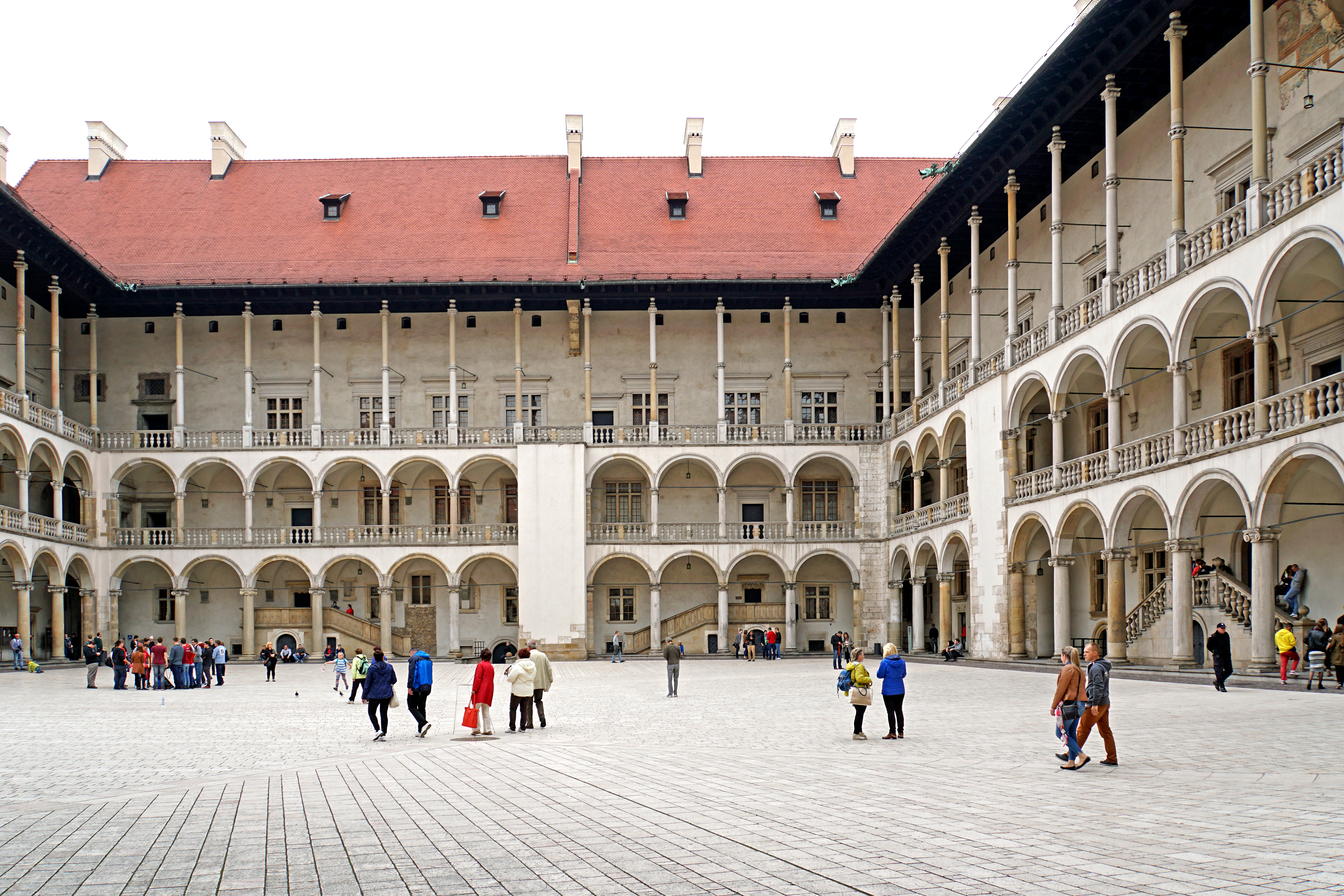
Cortile in stile rinascimentale del castello del Wawel

Il figlio di Sigismondo I, Sigismondo II Augusto (Zygmunt II August), un monarca dall'atteggiamento molto più tollerante, garantì libertà religiosa in tutta la Prussia reale entro il 1559. Oltre al luteranesimo, che all'interno della corte e della nobiltà polacca trovò un seguito sostanziale soprattutto per chi proveniva dalle città della Prussia reale e dalla Grande Polonia occidentale, emersero gli insegnamenti degli anabattisti e degli unitari prima perseguitati e, nella Grande Polonia, dei moraviani, anche se, almeno nei ceti più abbienti, in maniera meno dirompente.
Nella Prussia reale, il 41% delle parrocchie era considerato luterano nella seconda metà del XVI secolo, ma tale percentuale continuò a salire. Secondo lo scrittore Kasper Cichocki, che completò le sue opere all'inizio del XVII secolo, ai suoi tempi rimanevano ben pochi cattolici. Il luteranesimo fu fortemente dominante nella Prussia reale per tutto il XVII secolo, con la singolare eccezione della Varmia (Ermland).

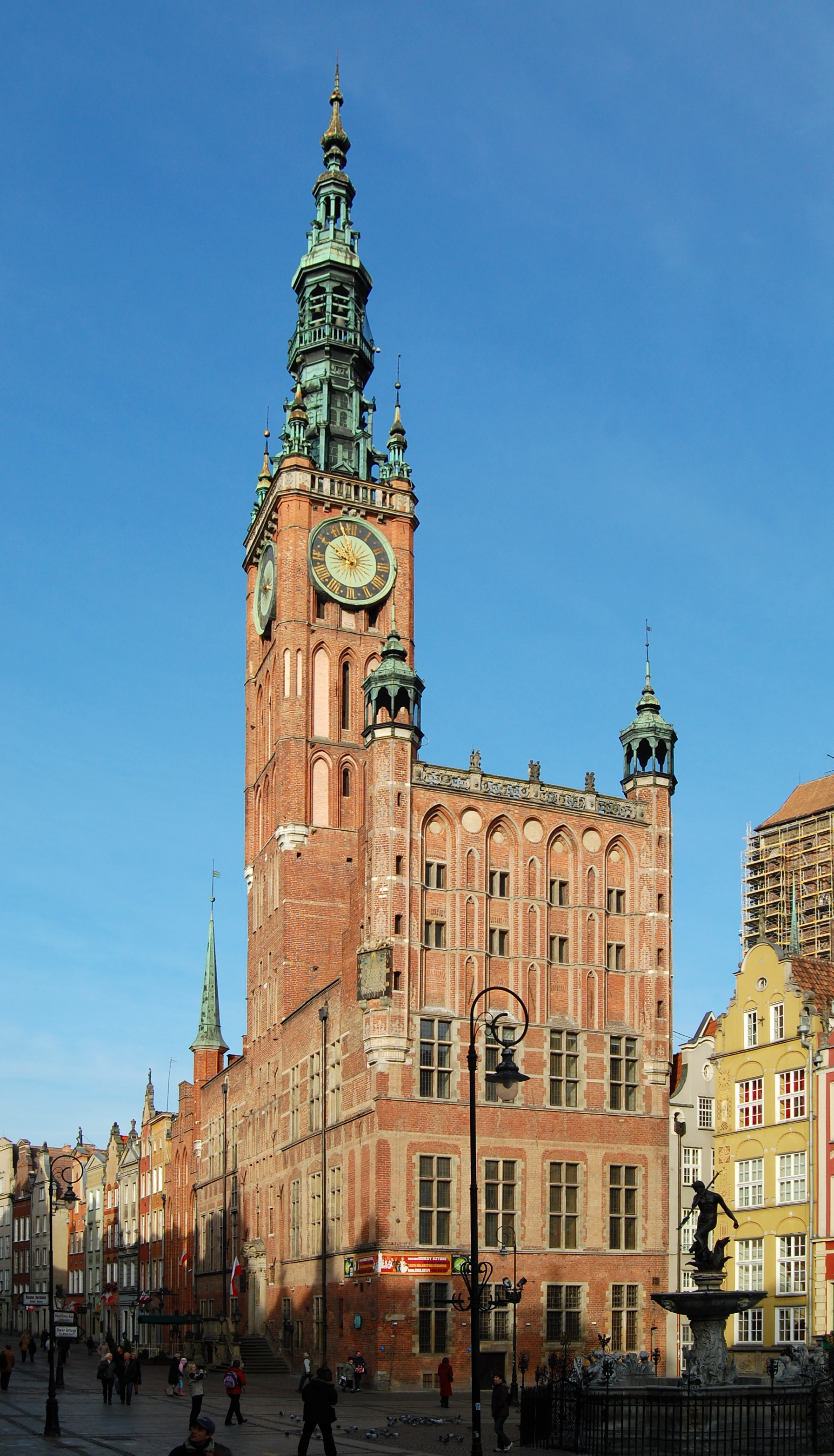
Municipio di Danzica

Intorno al 1570, delle almeno 700 congregazioni protestanti in Polonia-Lituania, oltre 420 erano calviniste e oltre 140 luterane, tra cui, di queste ultime, 30-40 composte perlopiù da uomini di etnia polacca. Ad essere protestanti risultava circa la metà dei magnati, un quarto di nobili minori e borghesi e un ventesimo dei contadini. La maggior parte della popolazione di lingua polacca era rimasta fedele al cattolicesimo, ma il numero si era considerevolmente ridotto all'interno dei ranghi sociali più alti.
Il calvinismo attirò a sé molti seguaci nella metà del XVI secolo sia tra la szlachta che tra i magnati, specialmente nella Piccola Polonia e in Lituania. I calvinisti, che guidati da Jan Łaski stavano lavorando all'unificazione delle chiese protestanti, proposero l'istituzione di una chiesa nazionale polacca, in base alla quale tutte le denominazioni cristiane, comprese quelle ortodosse orientali (molto numerose nel Granducato di Lituania e in Ucraina), sarebbero rientrate sotto un'unica categoria. Dopo il 1555 Sigismondo II, che accettò le loro idee, spedì un emissario alla Santa Sede, ma il papato respinse i vari postulati calvinisti. Łaski e molti altri studiosi della sua fede pubblicarono nel 1563 la Bibbia di Brest, una traduzione completa della Bibbia in polacco dalle lingue originali: l'impresa venne finanziata da Mikołaj Radziwiłł il Nero. Dopo il 1563-1565, con l'abolizione dell'applicazione statale della giurisdizione ecclesiastica, la completa tolleranza religiosa divenne la norma. La Chiesa cattolica polacca uscì da questo periodo critico indebolita ma non gravemente danneggiata, in quanto la maggior parte delle proprietà permase, evento che facilitò il susseguente successo della Controriforma.

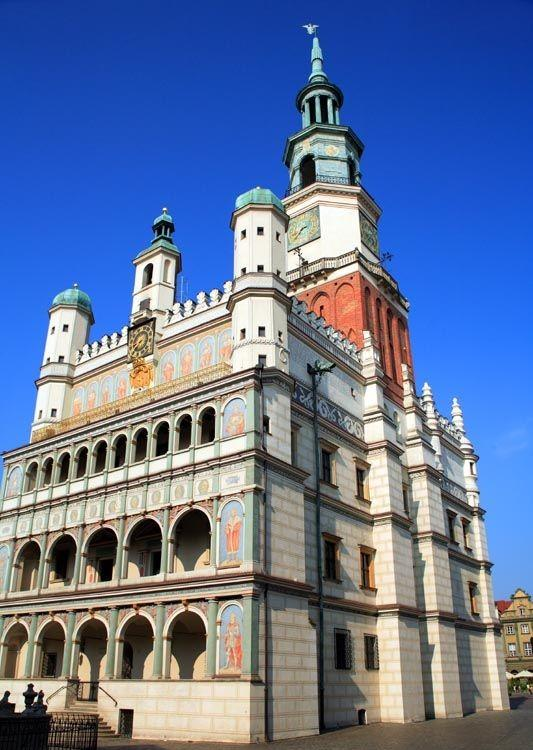
Municipio di Poznań

Tra i calvinisti, che includevano anche le classi inferiori e i feudatari cui questi facevano capo, che avevano dunque un legame territoriale in comune, si svilupparono presto dissidi basati su punti di vista diversi in campo religioso e sociale. La scissione ufficiale avvenne nel 1562, quando si istituirono ufficialmente due chiese separate: quella legata alla corrente principale e quella minore, più riformista, composta dai cosiddetti fratelli polacchi (legati ai moraviani) o ariani. Coloro che aderirono all'ala radicale dei fratelli polacchi incentivarono, spesso proponendosi di farsene capo in prima persona, degli ideali di giustizia sociale. Molti ariani illustri come Piotr di Goniądz e Jan Niemojewski si dichiaravano pacifisti contrari alla proprietà privata, alla servitù della gleba, all'autorità statale e alla leva militare; vivendo in comune, alcuni avevano abbracciato con convinzione l'ipotesi di un utilizzo condiviso della terra e di altri beni immobili o mobili che fossero. Una folta congregazione composta da fratelli polacchi diede vita a un proprio centro operativo nel 1569 a Raków, vicino a Kielce, e mantenne in piedi la struttura fino al 1638, quando la Controriforma ne impose la chiusura. Un'intesa di un certo rilievo si raggiunse a Sandomierz nel 1570, quando si promulgò un atto di compromesso e cooperazione tra diverse denominazioni protestanti polacche che però escludeva gli ariani, la cui fazione più moderata e più ampia verso la fine del secolo prese il sopravvento all'interno del movimento.
Il documento della Confederazione di Varsavia, emesso durante la convocazione del Sejm del 1573, forniva garanzie, almeno per la nobiltà, di libertà religiosa e di pace: alle denominazioni protestanti, compresi i fratelli polacchi, si assegnarono diritti formali per molti decenni a venire. Pertanto, dando vita a un unicum nell'Europa del XVI secolo, si trasformò il Regno di Polonia, così come il Granducato, per riprendere le parole del cardinale Stanislao Osio, un riformatore cattolico, in un "rifugio sicuro per gli eretici".

## Cultura

### Tardo medioevo
La cultura della Polonia del XV secolo può essere descritta come tesa alla conservazione delle caratteristiche tipiche medievali. Tuttavia, l'artigianato e la manifattura esistenti già nei secoli precedenti si svilupparono maggiormente in condizioni sociali ed economiche favorevoli, e i loro prodotti poterono essere venduti a una cerchia più ampia di acquirenti. La produzione di carta risultò una delle nuove industrie apparse, mentre la stampa si sviluppò durante l'ultimo quarto del secolo. Nel 1473, Kasper Straube realizzò la prima stampa in lingua latina a Cracovia, mentre Kasper Elyan stampò per la prima volta testi polacchi a Breslavia nel 1475. Le produzioni più antiche del mondo in alfabeto cirillico riguardarono testi religiosi in antico slavo ecclesiastico, apparsi dopo il 1490 grazie il lavoro di Schweipolt Fiol a Cracovia.
Gli oggetti di lusso venivano assai richiesti tra la nobiltà sempre più prospera e, in misura minore, tra i ricchi mercanti cittadini. Gli edifici residenziali in pietra e mattoni divennero comuni, ma solo nelle città. Lo stile gotico comparì presto non solo nell'architettura, ma anche nelle sculture sacrali in legno. Si pensi all'altare di Veit Stoss nella Basilica di Santa Maria a Cracovia, una delle opere d'arte più magnifiche del suo genere in Europa.

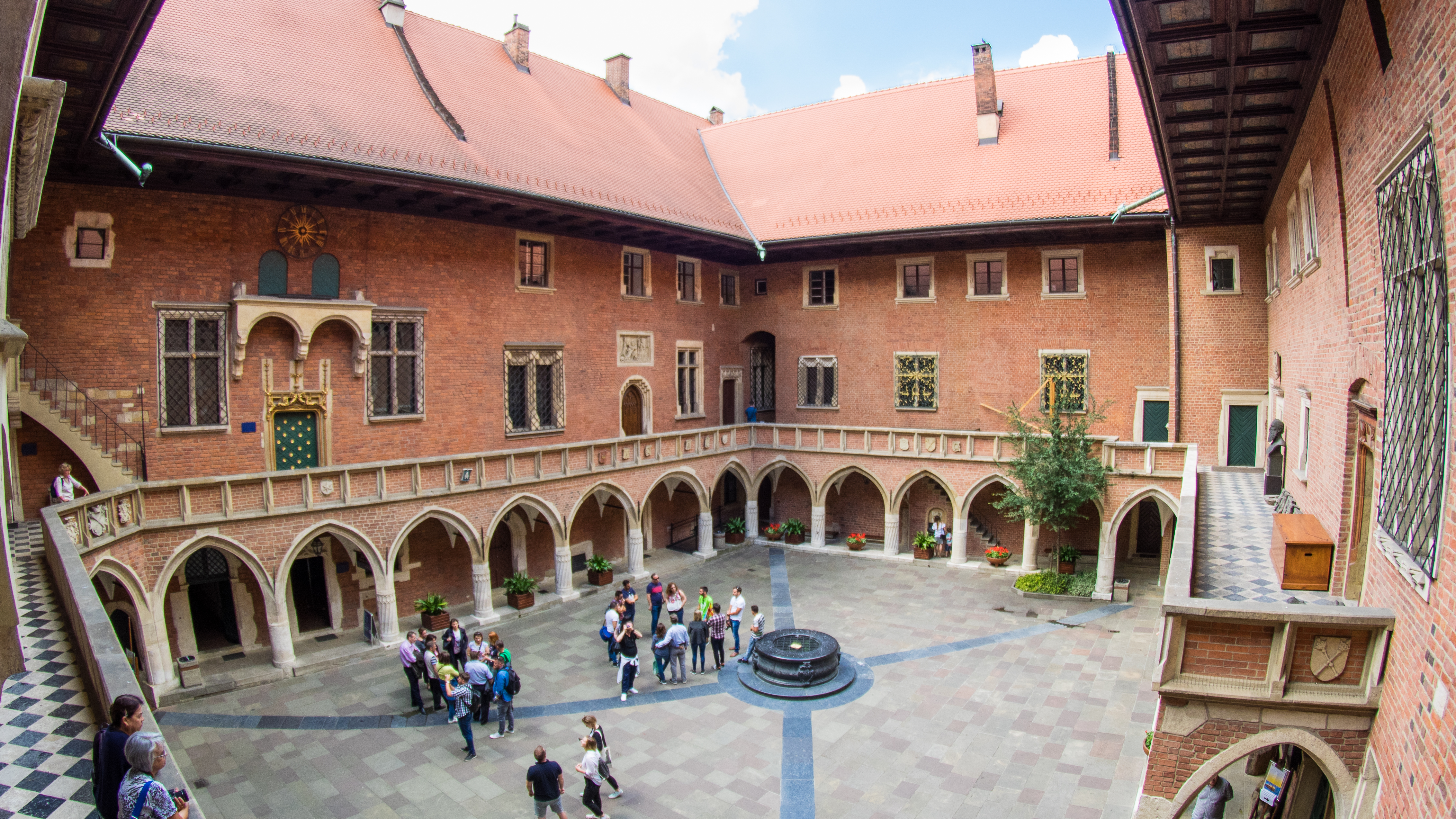
Il cortile del Collegium Maius nell'Università di Cracovia

L'Università di Cracovia, la quale smise di funzionare dopo la morte di Casimiro il Grande, subì un percorso di rinnovamento e ringiovanimento intorno al 1400. Potenziata grazie all'aggiunta di un dipartimento di teologia, l'"accademia" venne incentivata e salvaguardata dalla regina Edvige e dai membri della dinastia regnante, aspetto che si riflette nella sua presente denominazione, ovvero Università Jagellonica. Il più antico dipartimento di matematica e astronomia d'Europa aprì nel 1405 proprio in tale città. Tra gli studiosi di spicco dell'università figuravano Stanislao di Skarbimierz, Paolo Vladimiri e Alberto di Brudzewo, l'insegnante di Niccolò Copernico.
Giovanni di Ludzisko e l'arcivescovo Gregorio di Sanok, i precursori dell'umanesimo polacco, insegnarono nel corso della loro vita all'università. La corte di Gregorio divenne la sede di una prima società letteraria a Lwów (Leopoli) dopo che in quest'ultima città fu istituita un'arcidiocesi. Il pensiero accademico altrove era rappresentato da Jan Ostroróg, un pubblicista politico e riformista, e Jan Długosz, uno storico, i cui Annali costituiscono la più consistente opera di storia del suo tempo in Europa e una fonte essenziale per tracciare la storia della Polonia medievale. Anche illustri e influenti umanisti stranieri erano attivi anche in Polonia, se si pensa al poeta e diplomatico italiano Filippo Buonaccorsi, giunto a Cracovia nel 1468 e rimastovi fino alla sua morte, nel 1496. Conosciuto anche come Callimachus, stilò delle biografie dedicate a Gregorio di Sanok, Zbigniew Oleśnicki e, molto probabilmente, pure su Jan Długosz, oltre a fondare un'altra società letteraria a Cracovia. Si occupò della formazione negli studi dei figli di Casimiro IV e si dimostrò favorevole nelle spiegazioni da lui fornite ai giovani a un ripristino del potere assoluto del re a scapito dell'ormai troppo oppressiva szlachta. A Cracovia, l'umanista tedesco Conrad Celtis organizzò l'associazione letteraria e accademica umanista chiamata Sodalitas Litterarum Vistulana, la prima presente da allora in quella regione europea.

### Il secolo d'oro

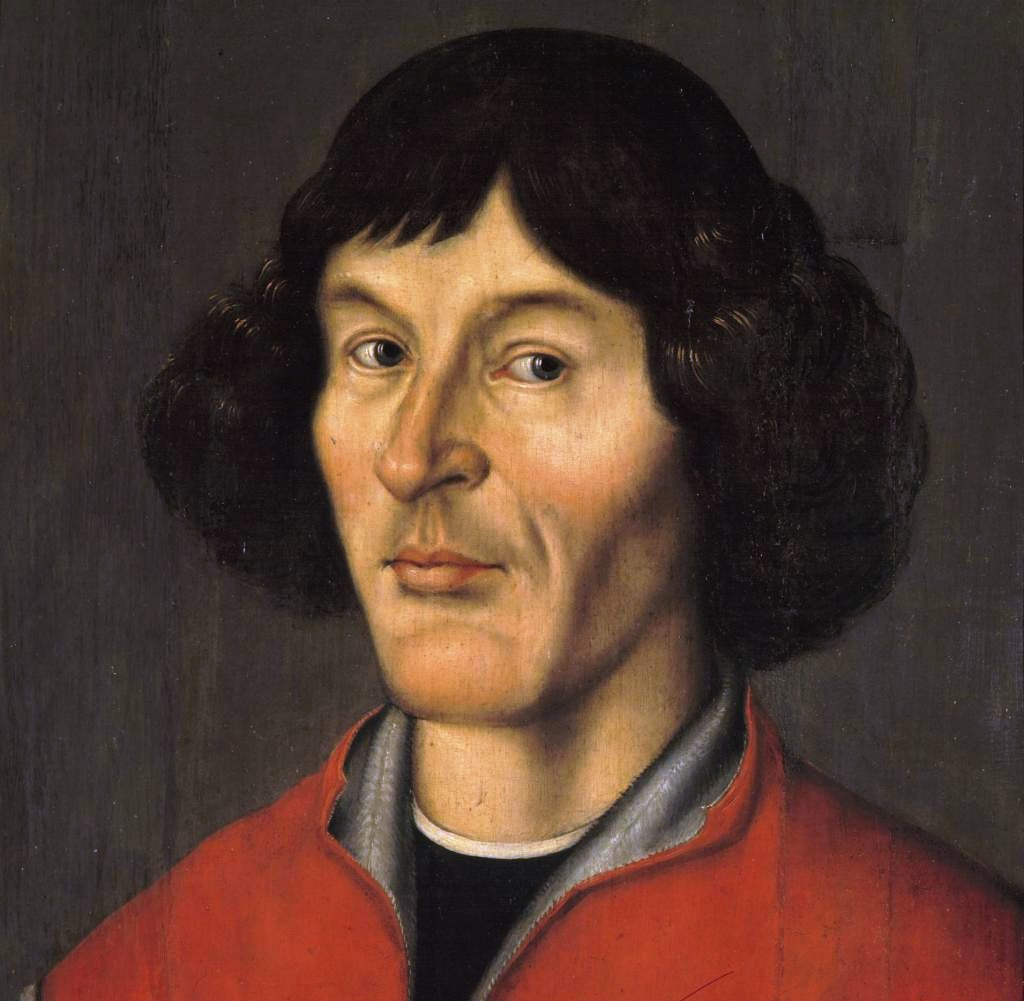
Niccolò Copernico

Il secolo d'oro polacco, coinciso con il dominio di Sigismondo I e Sigismondo II, gli ultimi due sovrani Jagelloni, o più in generale il XVI secolo, è spesso identificato come il periodo di massima espressione a livello culturale del Rinascimento polacco. La fioritura culturale traeva la sua base materiale nella prosperità delle élite, sia nei latifondisti che nel patriziato urbano in centri come Cracovia e Danzica. Come nel caso di altre nazioni europee, l'ispirazione rinascimentale giunse in primo luogo dall'Italia e subì un'accelerazione in una certa misura grazie al matrimonio di Sigismondo I con Bona Sforza. Molti polacchi si recarono in Italia per studiare e apprendere la cultura della penisola. Così, mentre imitare lo stile italiano divenne abbastanza di moda (le corti reali dei due re fornivano la guida e l'esempio per tutti gli altri), molti artisti e pensatori italiani si recavano in Polonia, alcuni dei quali stabilendosi e lavorando lì per molti anni. Mentre gli umanisti polacchi, fortemente ispirati da Erasmo da Rotterdam, si lasciarono affascinare dall'antichità classica, la generazione che seguì fu in grado di porre maggiore enfasi sullo sviluppo degli elementi nativi e, a causa della sua diversità sociale, fece avanzare il processo di integrazione nazionale.

### Alfabetizzazione, educazione e patrocinio dei circoli intellettuali

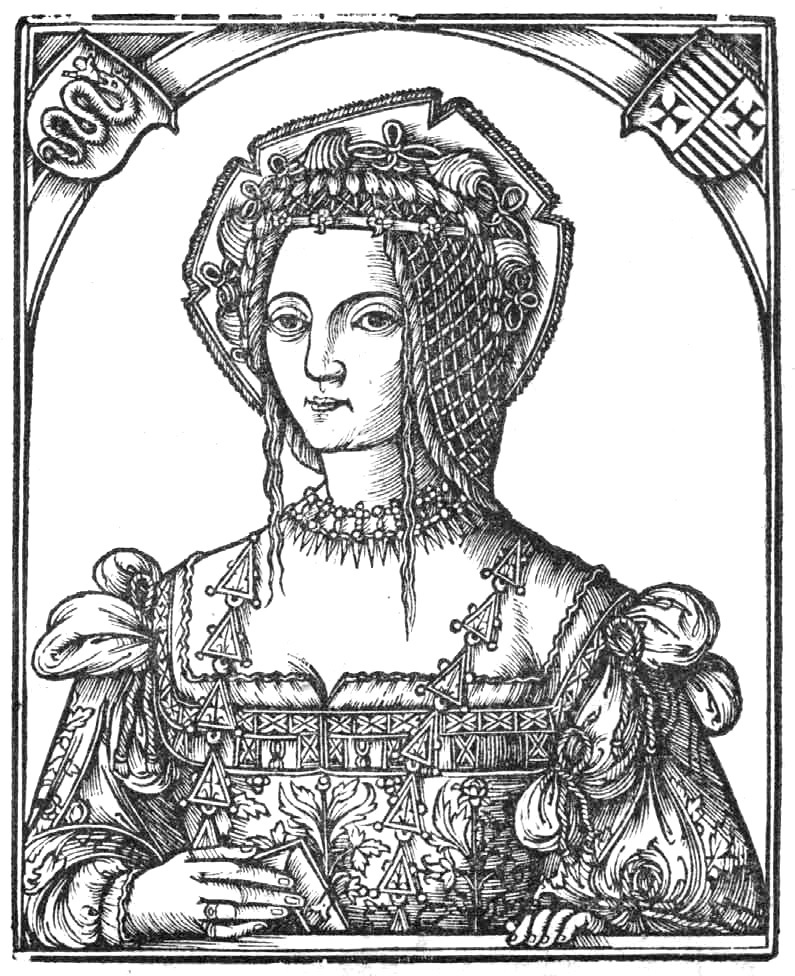
Bona Sforza, regina colta e potente, contribuì al mecenatismo nei circoli di pensatori

A partire dal 1473, nella capitale Cracovia l'attività di stampa continuò a proliferare: tra XVI e XVII secolo si contavano circa 20 tipografie all'interno del Regno, di cui 8 a Cracovia, mentre il resto principalmente a Danzica, Toruń e Zamość. L'Accademia di Cracovia e lo stesso Sigismondo II possedevano biblioteche ben fornite; delle collezioni minori cominciarono a diventare sempre più comuni nelle corti nobiliari, nelle scuole e nelle famiglie borghesi. I livelli di analfabetismo stavano diminuendo, poiché alla fine del XVI secolo quasi tutte le parrocchie gestivano una scuola.
L'Accademia Lubrański, un'istituzione di istruzione superiore, vide la luce a Poznań nel 1519. La Riforma portò alla creazione di numerosi ginnasi, scuole secondarie di orientamento accademico, alcune di fama internazionale, poiché le denominazioni protestanti volevano attirare i sostenitori offrendo educazione di qualità. La contromossa dei cattolici portò la creazione di collegi gesuiti di qualità tutto sommato decisamente paragonabile. L'Università di Cracovia, a sua volta, propose sei propri percorsi di formazione che risultavano tra i più validi del paese. La struttura stessa visse un periodo di vivacità a cavallo tra il XV e il XVI secolo, quando in particolare le facoltà di matematica, astronomia e geografia attiravano numerosi studenti dall'estero. Va segnalato anche l'interesse per l'apprendimento di lingue quali il latino, il greco antico, l'ebraico e l'esegesi delle rispettive letterature. Verso la metà del XVI secolo, l'istituzione sperimentò una fase di crisi e, all'inizio del XVII secolo, regredì al conformismo tipico della visione controriformista. I gesuiti approfittarono delle lotte intestine e nel 1579 istituirono un collegio universitario a Vilnius, ma i loro sforzi volti a rilevare l'Accademia di Cracovia non ebbero successo. Date le circostanze e la nebulosa situazione politica, molti decisero di proseguire i loro studi all'estero.
Sigismondo I, fautore della costruzione dell'attuale castello rinascimentale di Wawel, e suo figlio Sigismondo II Augusto, sostennero circoli intellettuali e artistiche e si circondarono essi stessi di pensatori e filosofi. Il loro esempio di mecenatismo fu seguito da feudatari ecclesiastici e laici, e da patrizi nei principali agglomerati urbani.

### Scienza

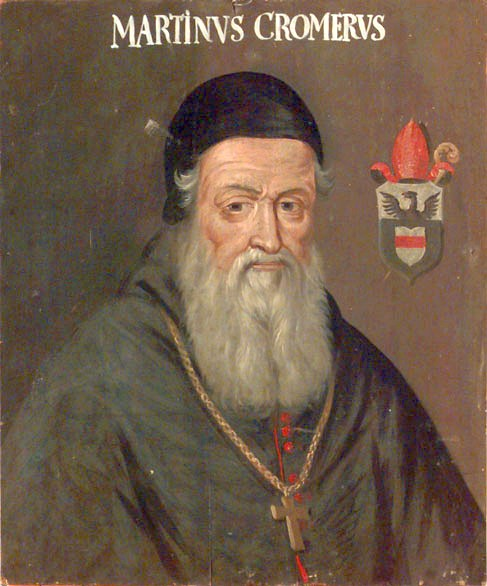
Martino Cromer

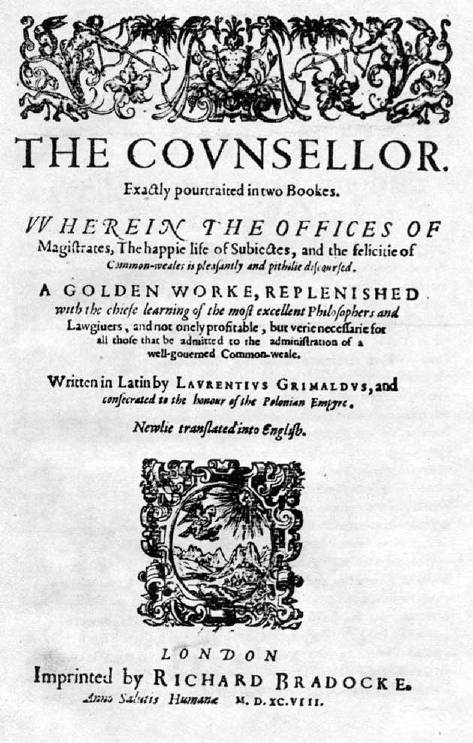
Copertina di una traduzione in lingua inglese del 1598 del De optimo senatore di Goslicius

La scienza polacca raggiunse il suo culmine nella prima metà del XVI secolo, anni in cui furono criticate le tradizionali impostazioni medievali e furono formulate spiegazioni più razionali. Con il suo De revolutionibus orbium coelestium, pubblicato a Norimberga nel 1543, Niccolò Copernico diede uno scossone al secolare sistema di valori esteso alla comprensione dell'universo fisico, poiché si rigettava il modello antropocentrico di stampo tolemaico adottato dalla cristianità e si conferì un nuovo impulso all'indagine scientifica. In generale, gli eminenti scienziati del periodo risiedevano in molte diverse regioni del paese e, sempre più, la maggioranza era di estrazione borghese piuttosto che aristocratica.
Copernico, figlio di un commerciante di Toruń di Cracovia, apportò molti contributi alla scienza e alle arti: l'impulso ad appassionarsi alle materie scientifiche nacque presso l'Università di Cracovia, mentre in seguito il polacco si trasferì in Italia per proseguire gli studi. Copernico realizzò poesie in latino, sviluppò una sua teoria economica, operò come amministratore religioso, quale attivista politico nei sejmik prussiani e guidò la difesa di Olsztyn contro le forze di Albrecht Hohenzollern. In qualità di astronomo, lavorò per molti anni alla sua teoria scientifica a Frombork, dove tra l'altro morì nel 1543.
Altri esempi menzionabili risultano Josephus Struthius, famoso medico e ricercatore di medicina; Bernard Wapowski, pioniere nell'ambito della cartografia polacca; Maciej Miechowita, rettore dell'Accademia di Cracovia e autore del Tractatus de duabus Sarmatiis pubblicato nel 1517, un trattato sulla geografia dell'Est, un'area in cui gli investigatori polacchi fornirono competenze di prima mano per il resto d'Europa.
Andrzej Frycz Modrzewski fu uno dei più grandi teorici del pensiero politico nell'Europa rinascimentale: la sua opera più famosa, il De republica emendanda, fu pubblicata a Cracovia e in parte a Basilea tra il 1551 e il 1553. Modrzewski criticava le relazioni sociali tipiche del feudalesimo e proponeva ampie e innovative riforme. Inoltre, sostenne che tutte le classi sociali dovessero essere soggette alla legge nella stessa misura e desiderava moderare le iniquità esistenti. Modrzewski, autore influente e spesso tradotto, era un appassionato fautore della risoluzione pacifica dei conflitti internazionali. Il vescovo Wawrzyniec Goślicki (Goslicius), il quale scrisse e pubblicò nel 1568 uno studio intitolato De optimo senatore, fu un altro pensatore che riscosse un certo successo e influenza nel pensiero politico occidentale.
Lo storico Martino Kromer realizzò il De origine et rebus gestis Polonorum (Sull'origine e le gesta dei polacchi) nel 1555 e nel 1577 Polonia, un trattato molto apprezzato in Europa. La Cronaca del mondo intero di Marcin Bielski, una storia universale ispirata a modelli di riferimento italiani e tedeschi, fu ultimata nel 1550 circa. Le cronache lituane curate da Maciej Stryjkowski (1582) acquisirono un ruolo importante nella ricostruzione degli eventi storici avvenuti nel Granducato di Lituania medievale, anche se non manca la descrizione di eventi non supportati da nessuna fonte affidabile.

### Letteratura

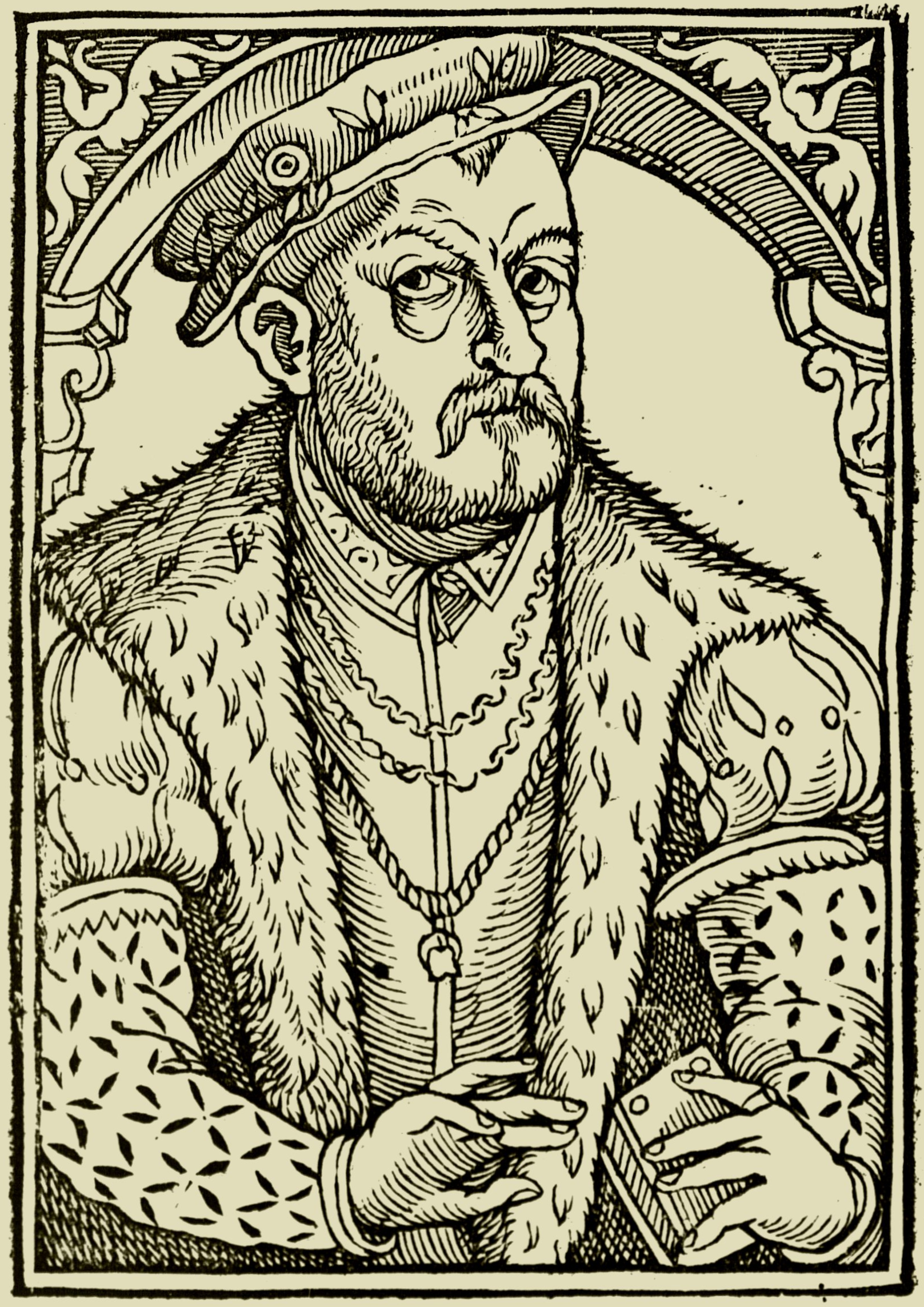
Mikołaj Rej

La letteratura polacca moderna cominciò a prendere forma nel XVI secolo. A quel tempo la lingua polacca, comune nelle fasce più ricche, maturò e penetrò in tutti i settori della vita pubblica, comprese le istituzioni municipali, il codice civile e penale, la Chiesa e altri usi ufficiali, coesistendo per un po' con il latino. Klemens Janicki, uno dei poeti di lingua latina del Rinascimento, insignito di una distinzione papale, era di estrazione contadina. Un altro autore plebeo di umili origini, Biernat di Lublino, completò la sua versione delle favole di Esopo in polacco, permeata delle sue opinioni socialmente radicali.
Una svolta nella lingua polacca letteraria giunse sotto l'influenza della Riforma con gli scritti di Mikołaj Rej: nel suo Breve Discorso, una satira pubblicata nel 1543, difendeva un servo da un prete e da un nobile, ma nelle sue opere successive celebrava spesso le gioie della vita pacifica ma privilegiata del gentiluomo di campagna. Rej, la cui eredità fu la sua incessante promozione della lingua polacca, ha lasciato una grande varietà di pezzi letterari. Lukasz Górnicki, autore e traduttore, perfezionò la prosa polacca del periodo; il suo contemporaneo e amico Jan Kochanowski divenne uno dei più grandi poeti polacchi di tutti i tempi.

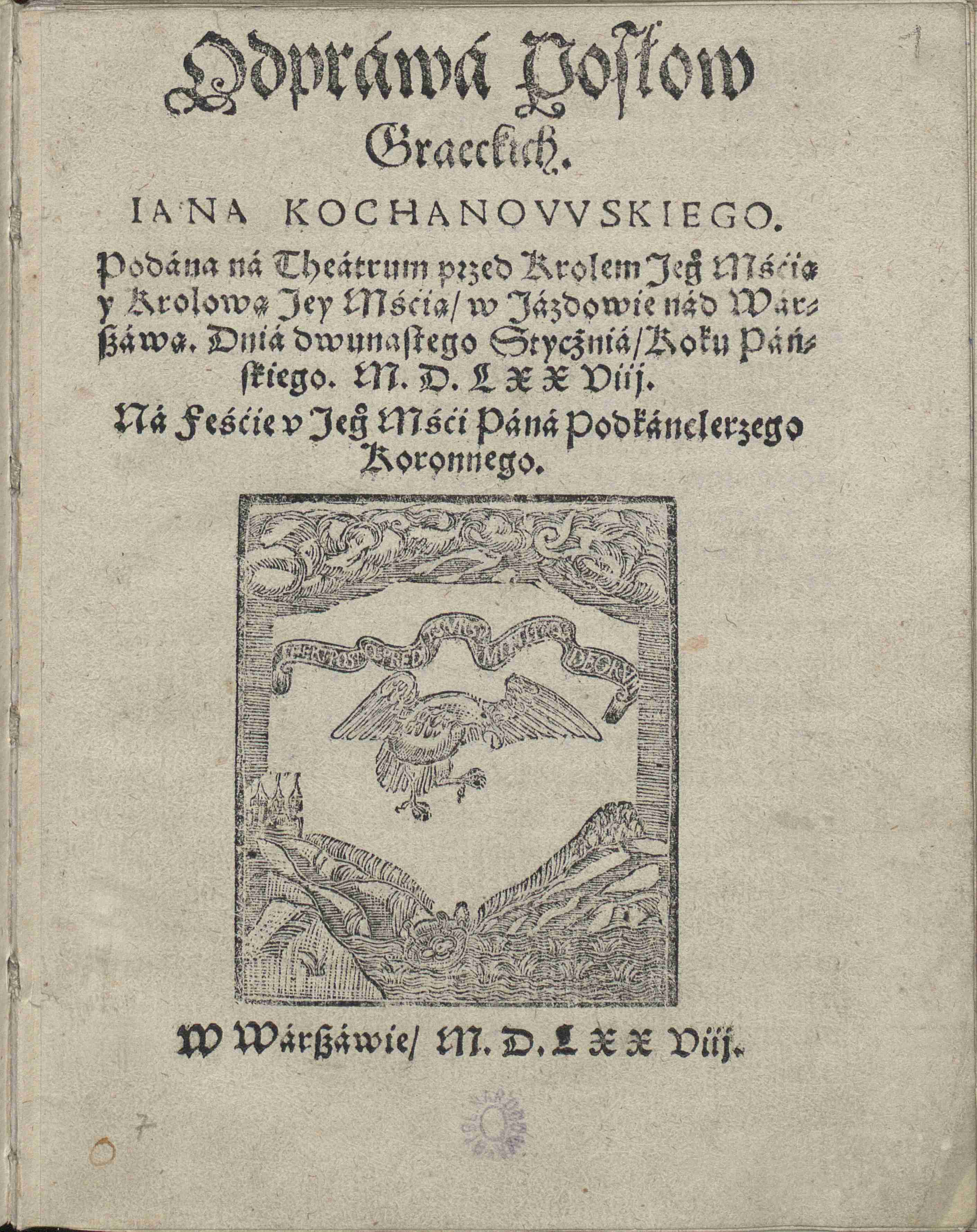
Il licenziamento degli inviati greci di Jan Kochanowski (1578)

Kochanowski nacque nel 1530 in una prospera famiglia nobile. In gioventù studiò alle università di Cracovia, Königsberg e Padova e viaggiò molto in Europa: egli lavorò per un certo periodo come segretario reale, stabilendosi quindi nel villaggio di Czarnolas, nell'odierno distretto di Zwoleń, ricevuto come parte dell'eredità della sua famiglia. La poliedrica produzione creativa di Kochanowski risulta notevole sia per la profondità dei pensieri e dei sentimenti che condivide con il lettore, sia per lo stile e il richiamo alla perfezione classica della forma. Tra le opere più note si annoverano le bucoliche Frascas (letteralmente sciocchezze), poesia epica, testi religiosi, il tragicomico Licenziamento degli inviati greci e gli altamente apprezzati Treni, realizzati dopo la morte della sua giovane figlia. Il poeta Mikołaj Sęp Szarzyński, uomo di grande cultura affascinato dalle figure retoriche, fa da ponte tra i periodi artistici del tardo Rinascimento e del primo barocco.

### Musica
Seguendo le tendenze musicali europee e italiane in particolare, la musica rinascimentale cominciò ad insediarsi anche in Polonia, pur essendo incentrata sul mecenatismo della corte reale e dalle ramificazioni che ne derivavano. Sigismondo I mantenne dal 1543 un coro permanente al castello del Wawel (alcune esibizioni si tennero anche nel complesso difensivo di Vilnius), mentre la Riforma portò un gruppo su larga scala della chiesa in lingua polacca a cantare durante le funzioni. Giovanni di Lublino scrisse un'intavolatura completa per l'organo e per altri strumenti a tastiera. Tra i compositori, che spesso permearono la loro musica con elementi nazionali e popolari, si riscontrano Wacław di Szamotuły, Mikołaj Gomółka, che compose musica per Kochanowski tradotto salmi, e Mikołaj Zieleński, il quale arricchì la musica polacca adottando lo stile polifonico della Scuola Veneziana.

### Architettura, scultura e pittura

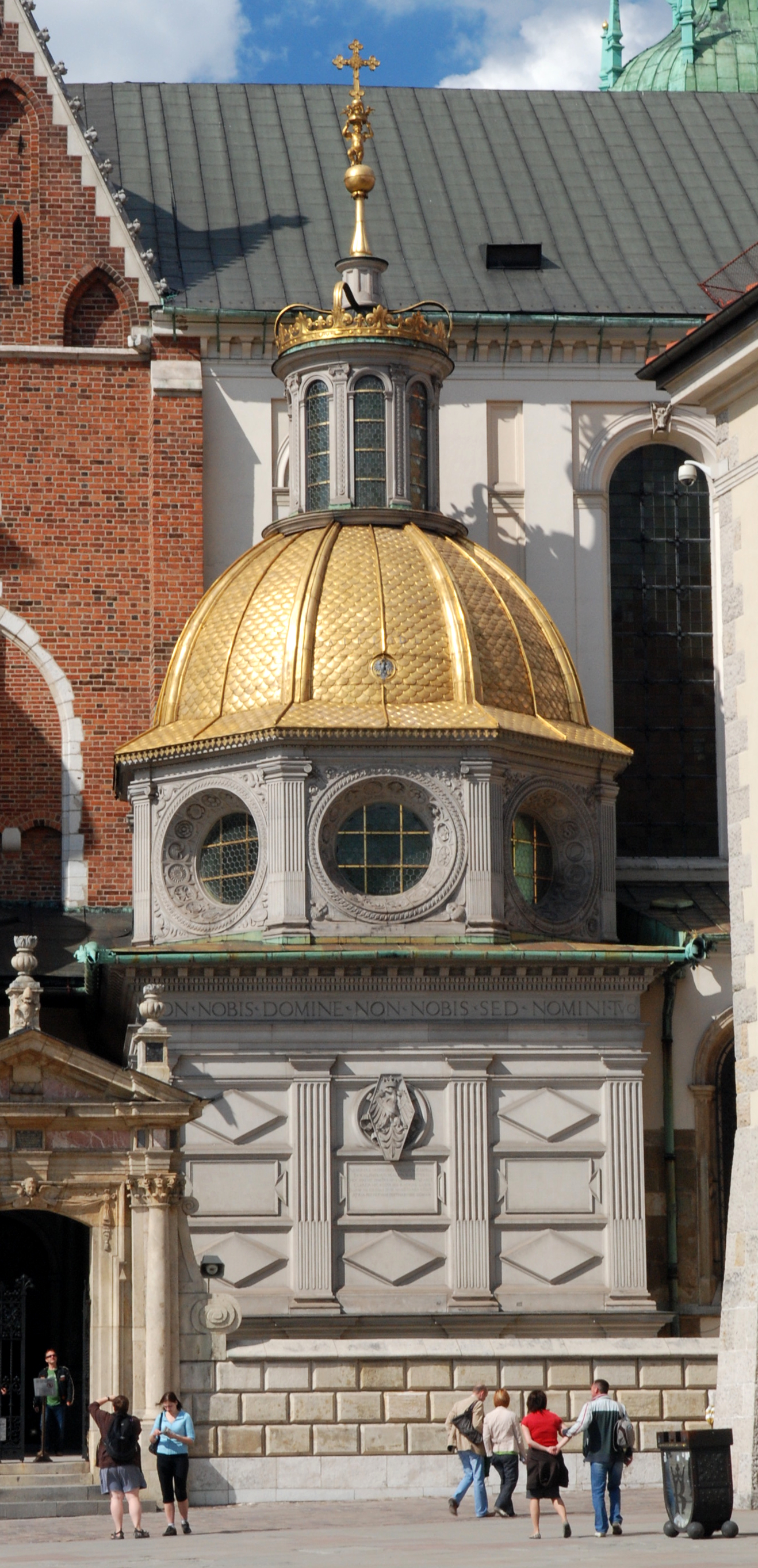
La cappella di Sigismondo della cattedrale del Wawel

L'architettura, la scultura e la pittura si svilupparono sulla scia dell'influenza italiana dall'inizio del XVI secolo. Un discreto numero di professionisti toscani giunse e lavorarono come artisti veri e propri a Cracovia: Francesco Fiorentino iniziò i lavori alla tomba di Giovanni I Alberto nel 1502, operando poi insieme a Bartolomeo Berrecci e Benedykt da Sandomierz per ricostruire la residenza reale (forse anche quella di Vilnius) tra il 1507 e il 1536. Berrecci curò anche la costruzione della cappella di Sigismondo nella cattedrale del Wawel| Magnati polacchi, principi Piast della Slesia localizzati a Brzeg e persino mercanti di Cracovia (verso la metà del XVI secolo la loro classe aveva acquisito forza economica a livello nazionale) ultimarono o ricostruirono le loro residenze per farle assomigliare al castello del Wawel. Il Sukiennice di Cracovia e il municipio di Poznań figurano tra i numerosi edifici ricostruiti in stile rinascimentale, ma la costruzione gotica continuò per diversi decenni.
Tra il 1580 e il 1600 Jan Zamoyski commissionò all'architetto veneziano Bernardo Morando la costruzione della città di Zamość. La sua pianta e le sue fortificazioni furono progettate in modo tale da rispettare i canoni estetici del Rinascimento e del Manierismo. La scultura in pietra tombale, spesso presente all'interno delle chiese, è riccamente richiamata sulle tombe del clero e dei dignitari laici e di altri individui facoltosi. Pure Jan Maria Padovano e Jan Michałowicz di Urzędów trovano posto tra gli artisti di spicco.
Le miniature dipinte nel Codice di Balthasar Behem appaiono di qualità eccezionale e traggono ispirazione principalmente dall'arte gotica; Stanisław Samostrzelnik, un monaco del monastero cistercense di Mogiła, vicino a Cracovia, dipinse miniature e affreschi policromi sulle pareti.

## Esercito

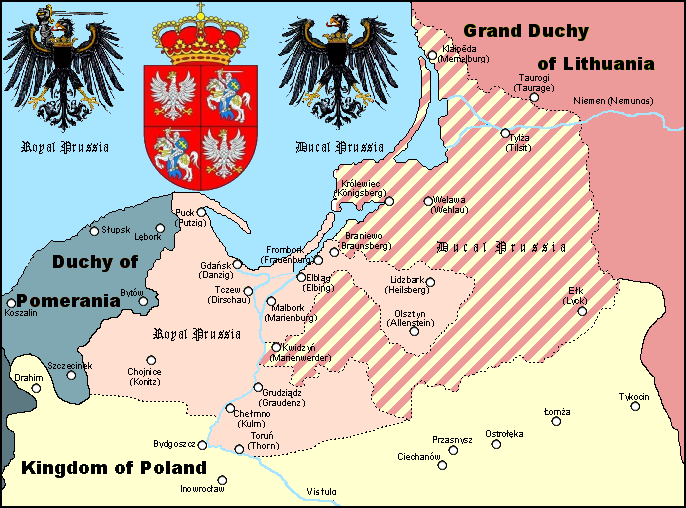
La Prussia reale mostrata in rosa chiaro, il Ducato di Prussia a righe

Nonostante il favorevole sviluppo economico, il potenziale militare della Polonia del XVI secolo appariva modesto in relazione alle sfide e alle minacce provenienti da diverse direzioni, che includevano l'Impero ottomano, lo Stato monastico, gli Asburgo e la Moscovia. Dato il valore militare in declino e l'inadeguatezza del meccanismo di chiamata alle armi noto come pospolite ruszenie, la maggior parte delle forze disponibili risultava costituita da soldati professionisti e mercenari. Il loro numero e la loro disposizione dipendevano dai finanziamenti o dalle approvazioni della szlachta e tendevano a essere insufficienti per qualsiasi combinazione di forze ostili. Ciò malgrado, la qualità delle forze e del loro comando compensò i dubbi di partenza in più occasioni, come dimostrano le vittorie contro nemici apparentemente schiaccianti. Il raggiungimento degli obiettivi strategici fu supportato da un servizio ben sviluppato di diplomatici ed emissari informati: a causa delle limitate risorse a disposizione dello Stato, la Polonia degli Jagelloni dovette concentrarsi su un'area in particolare che risultava cruciale per la sua sicurezza e gli interessi economici, ovvero la costa baltica.

## Lascito

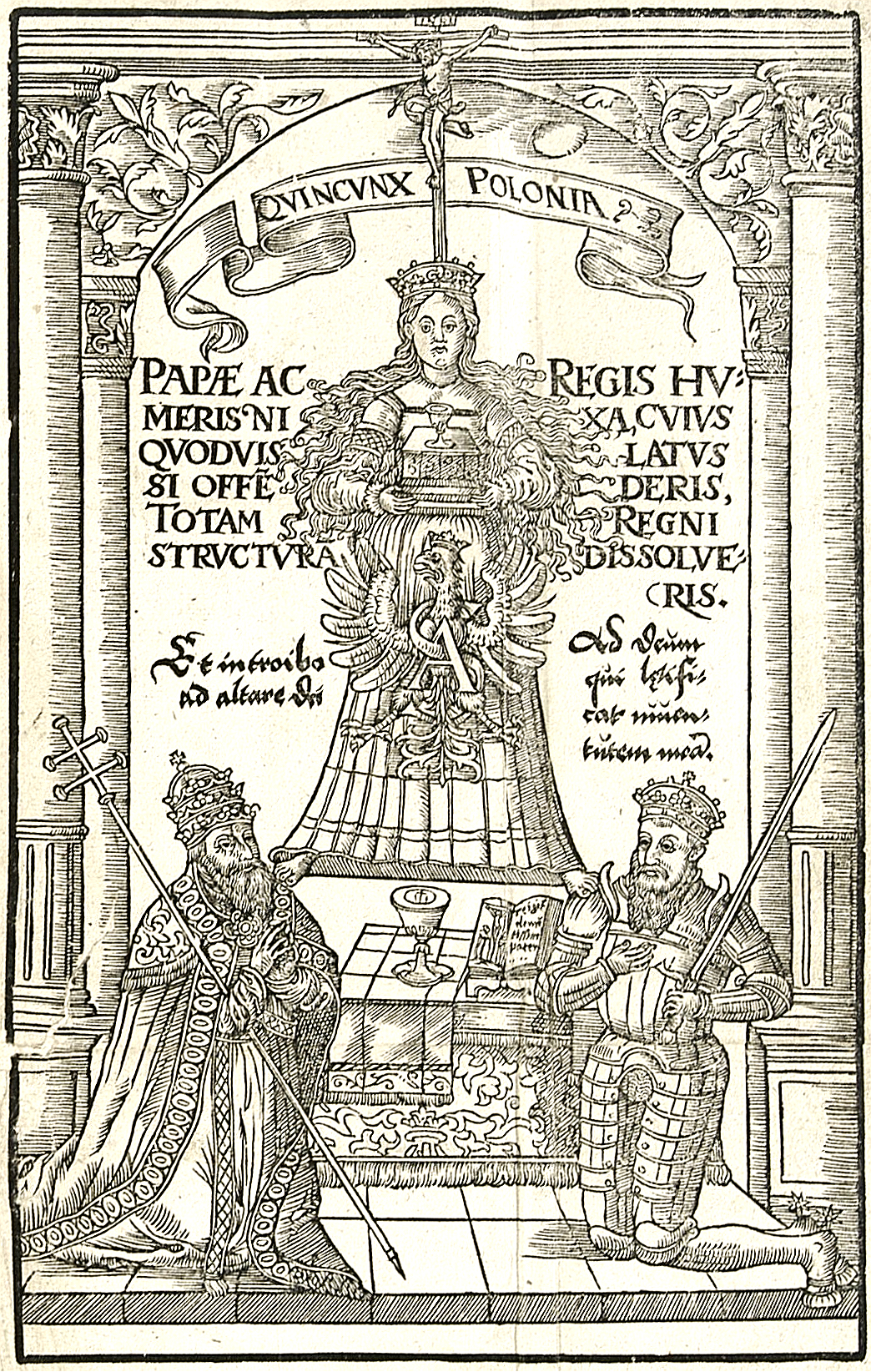
Concezione della corona polacca di Stanisław Orzechowski, un ideologo aristocratico e membro della szlachta. Nel 1564 Orzechowski scrisse Quincunx, un'opera in cui esponeva i princìpi di uno stato identificato con la sua nobiltà

Con l'Unione di Lublino vide la luce una Confederazione polacco-lituana unificata a tutti gli effetti (Rzeczpospolita), che si estendeva dal mar Baltico e dalle montagne dei Carpazi fino all'odierna Bielorussia e all'Ucraina occidentale e centrale (in precedenza principati della Rus' di Kiev). All'interno della nuova federazione fu mantenuto un certo grado di separazione formale di Polonia e Lituania (distinti uffici statali, eserciti, tesori e sistemi giudiziari), ma l'unione generò un'entità multinazionale con un monarca comune, un solo parlamento, un sistema monetario e una politica estero-militare, in cui solo la nobiltà godeva di pieni diritti di cittadinanza. Inoltre, lo strato più alto della nobiltà stava per assumere il ruolo dominante nella Confererazione, poiché le fazioni dei magnati stavano acquisendo la capacità di manipolare e controllare il resto della szlachta a vantaggio privato della loro cerchia. Questa tendenza, facilitata ulteriormente dalla presenza di correnti liberali e dalle conseguenze dell'acquisizione di terre dell'unione, si stava dimostrando evidente al tempo o subito dopo la morte di Sigismondo Augusto, l'ultimo monarca della dinastia Jagellonica nel 1572.
Una delle caratteristiche più salienti della Confederazione di recente costituzione riguardava la sua multietnicità e, di conseguenza, la diversità di fedi e denominazioni religiose: tra i popoli presenti figuravano polacchi (circa il 50% o meno della popolazione totale), lituani, lettoni, rus' (corrispondenti agli odierni bielorussi, ucraini, russi o ai loro antenati slavi orientali), tedeschi, estoni, ebrei, armeni, tartari e cechi, oltre a minoranze dell'Europa occidentale tra cui italiani. Per quanto riguarda i principali segmenti sociali all'inizio del XVII secolo, quasi il 70% della popolazione si dedicava all'agricoltura, oltre il 20% risiedeva nelle città e meno del 10% erano nobili o membri del clero. La popolazione totale, stimata in 8-10 milioni, continuò a crescere in modo dinamico fino alla metà del secolo. Le comunità slave delle terre orientali, in particolare i rus' o ruteni, erano sovente, fatta eccezione per la nobiltà polacca e gli elementi polonizzati della nobiltà orientale, di fede ortodossa, un elemento che avrebbe minato la stabilità della Confederazione in futuro.

## Elenco dei sovrani
| Nome                    | Ritratto | Nascita                                       | Regno             | Regno            | Morte                                                | Consorte | Note                                                         |
| Nome                    | Ritratto | Nascita                                       | Inizio            | Fine             | Morte                                                | Consorte | Note                                                         |
| ----------------------- | -------- | --------------------------------------------- | ----------------- | ---------------- | ---------------------------------------------------- | --- | ------------------------------------------------------------ |
| Ladislao II Jagellone   |          | Vilnius, Granducato di Lituania ca. 1352/1362 | 4 marzo 1386      | 1º giugno 1434   | Gródek Jagielloński, Regno di Polonia 1º giugno 1434 | (1) Edvige di Polonia una figlia (2) Anna di Cilli una figlia (3) Elisabetta di Pilica nessun figlio (4) Sofia Alšėniškė tre figli | Granduca di Lituania dal 1377                                |
| Ladislao III            |          | Cracovia 31 ottobre 1424                      | 1º giugno 1434    | 10 novembre 1444 | Varna 10 novembre 1444 (20 anni)                     | Nessuna | Figlio di Ladislao II e Sofia; Re d'Ungheria dal 1440        |
| Casimiro IV             |          | Cracovia 30 novembre 1427                     | 25 giugno 1447    | 7 giugno 1492    | 7 giugno 1492 (64 anni)                              | Elisabetta d'Austria sei figli e sette figlie                                                                                      | Figlio di Ladislao II e Sofia; Granduca di Lituania dal 1440 |
| Giovanni I Alberto      |          | Cracovia 27 dicembre 1459                     | 23 settembre 1492 | 16 giugno 1501   | Toruń 17 giugno 1501 (41 anni)                       | Nessuna | Figlio di Casimiro IV                                        |
| Alessandro              |          | Cracovia 5 agosto 1461                        | 12 dicembre 1501  | 19 agosto 1506   | Vilnius 19 agosto 1506 (45 anni)                     | Elena di Mosca nessun figlio | Figlio di Casimiro IV; Granduca di Lituania dal 1492         |
| Sigismondo I il Vecchio |          | Kozienice 1º gennaio 1467                     | 8 dicembre 1506   | 1º aprile 1548   | Cracovia 1º aprile 1548 (81 anni)                    | (1) Barbara Zápolya due figlie (2) Bona Sforza quattro figlie e due figli                                                          | Figlio di Casimiro IV; Granduca di Lituania                  |
| Sigismondo II Augusto   |          | Cracovia 1º agosto 1520                       | 1º aprile 1548    | 1º luglio 1569   | Cracovia 7 luglio 1572 (51 anni)                     | (1) Elisabetta d'Austria nessun figlio (2) Barbara Radziwiłł nessun figlio (3) Caterina d'Austria nessun figlio                    | Figlio di Sigismondo I e Bona; Granduca di Lituania          |